# Liste der Biografien/Roc
Liste der Biografien |
Portal Biografien |
Personensuche
# |
A |
B |
C |
D |
E |
F |
G |
H |
I |
J |
K |
L |
M |
N |
O |
P |
Q |
R |
S |
T |
U |
V |
W |
X |
Y |
Z |
?
 
Ra |
Rb |
Rd |
Re |
Rh |
Ri |
Rj |
Rk |
Rl |
Rm |
Rn |
Ro |
Rr |
Rs |
Rt |
Ru |
Rv |
Rw |
Rx |
Ry |
Rz
 
Roa |
Rob |
Roc |
Rod |
Roe |
Rof |
Rog |
Roh |
Roi |
Roj |
Rok |
Rol |
Rom |
Ron |
Roo |
Rop |
Roq |
Ror |
Ros |
Rot |
Rou |
Rov |
Row |
Rox |
Roy |
Roz 
Die Liste der Biografien führt alle Personen auf, die in der deutschsprachigen Wikipedia einen Artikel haben. Dieses ist eine Teilliste mit 672 Einträgen von Personen, deren Namen mit den Buchstaben „Roc“ beginnt.

## Roc
- Roc Amador, Agustí (* 1971), spanischer Skibergsteiger, Skyrunner und Duathlet
- Roc, Patricia (1915–2003), britische Schauspielerin

### Roca
- Roca Batalla, Oriol (* 1993), spanischer Tennisspieler
- Roca Cabanellas, Miguel (1921–1992), spanischer römisch-katholischer Geistlicher, Erzbischof von Valencia
- Roca de Torres, Martí, spanischer Pokerspieler
- Roca i Segrià, Dídac, katalanischer Komponist, Organist und Chormeister der Escolania de Montserrat
- Roca Mas, Miguel (* 1936), spanischer Handballspieler, Handballtrainer und Handballfunktionär
- Roca Rodríguez, Emma (1973–2021), spanische Skibergsteigerin
- Roca, Eduardo (* 1973), spanischer Maler
- Roca, Gilberte (1911–2004), französische Politikerin, Mitglied der Nationalversammlung
- Roca, Jesús (* 1960), mexikanischer Fußballspieler
- Roca, José Antonio (1928–2007), mexikanischer Fußballspieler und -trainer
- Roca, Juan (1950–2022), kubanischer Basketballspieler
- Roca, Julio Argentino (1843–1914), Präsident von Argentinien (1880–1886 und 1898–1904)Julio Argentino Roca (1843–1914)

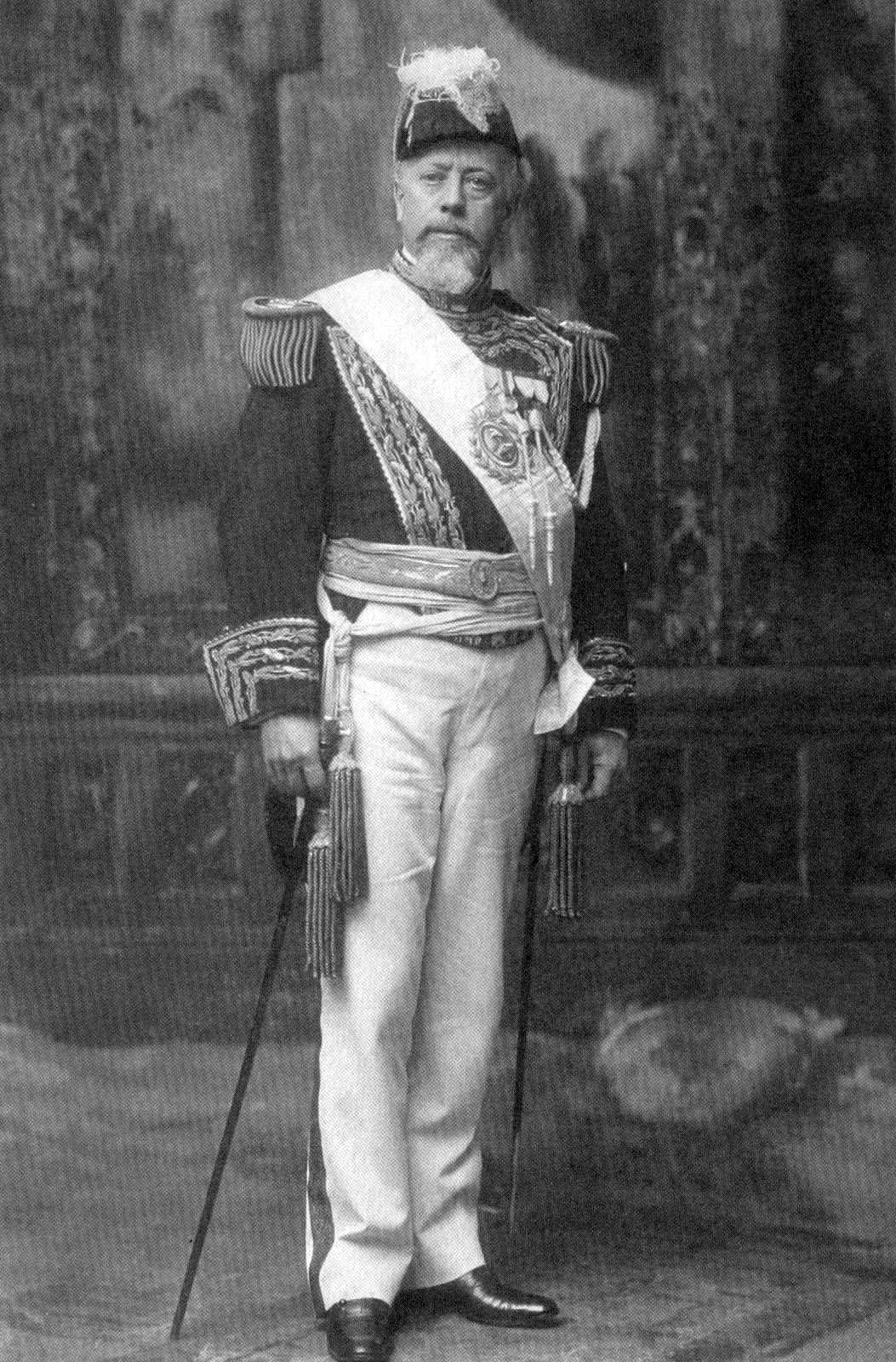
Julio Argentino Roca (1843–1914)

- Roca, Laura (* 1980), spanische Schwimmerin
- Roca, Marc (* 1996), spanischer Fußballspieler
- Roca, Maria Mercè (* 1958), spanische Schriftstellerin, Drehbuchautorin und Politikerin
- Roca, Oriol (* 1979), spanischer Jazzmusiker (Schlagzeug)
- Roca, Paco (* 1969), spanischer Comicautor
- Roca, Roger (* 1978), spanischer Langstreckenläufer und Duathlet
- Roca-Pons, Josep (1914–2000), spanischer Romanist, Hispanist und Katalanist, der in den Vereinigten Staaten wirkte
- Rocabert, Joan Baptista (1657–1701), katalanischer Komponist, Organist und Leiter der Escolania de Montserrat
- Rocabertí i Desfar, Pere de († 1324), Bischof von Girona
- Rocabruna i Valdivieso, Josep (1879–1957), katalanischer Violinist
- Roçadas, José Augusto Alves (1865–1926), portugiesischer Offizier und Kolonialbeamter
- Rocafuerte, Vicente (1783–1847), ecuadorianischer Politiker
- Rocak, Toni (* 1999), schweizerisch-kroatischer Basketballspieler
- Rocard, Michel (1930–2016), französischer Politiker (PSA, PSU, PS), Mitglied der Nationalversammlung, MdEPMichel Rocard (1930–2016)

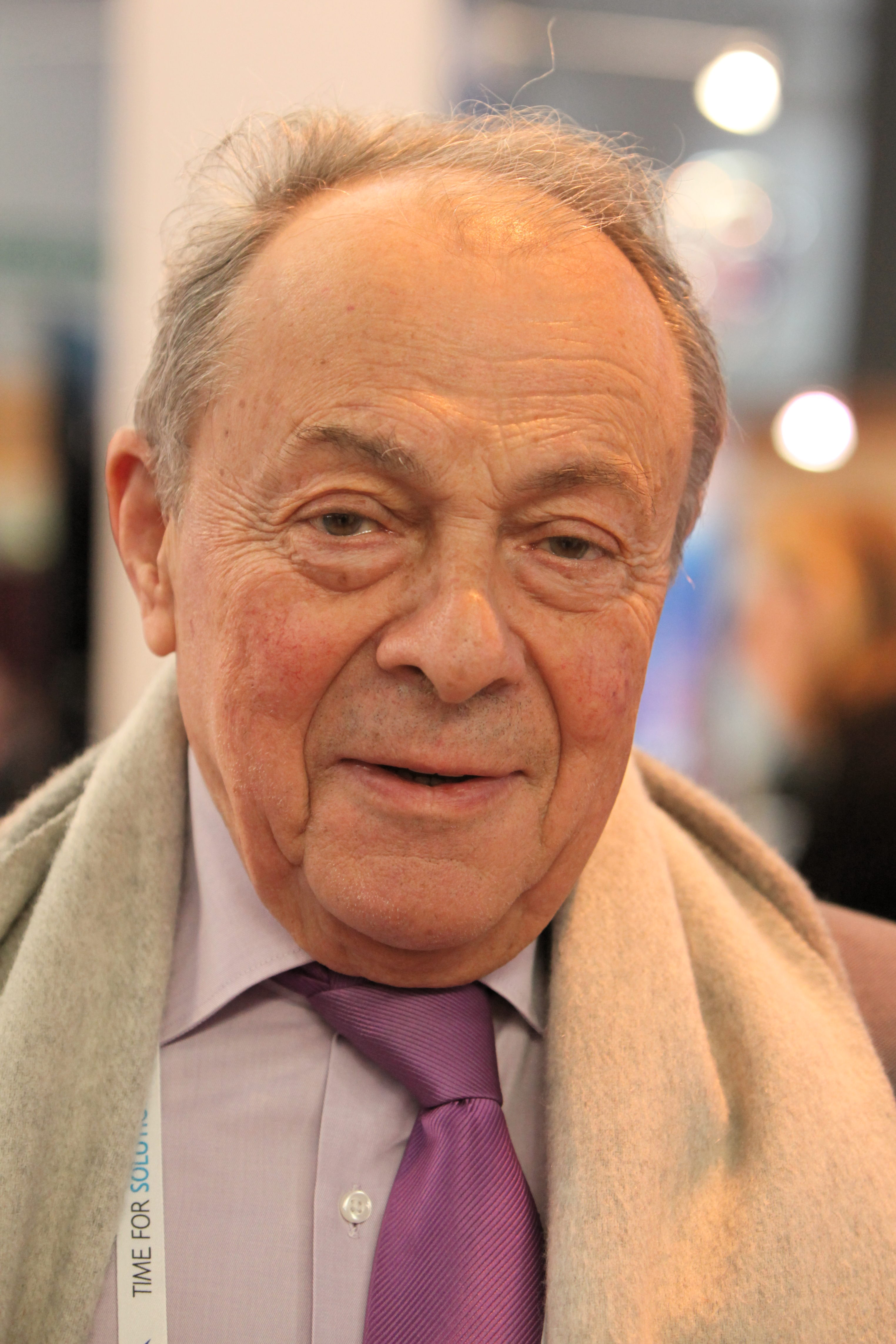
Michel Rocard (1930–2016)

- Rocard, Yves (1903–1992), französischer Physiker
- Rocas, Albert (* 1982), spanischer Handballspieler
- Rocastle, David (1967–2001), englischer Fußballspieler

### Rocc
- Rocca Serra, Camille de (1880–1963), französischer Politiker
- Rocca Serra, Camille de (* 1954), französischer Politiker
- Rocca Serra, Jean-Paul de (1911–1998), französischer Politiker
- Rocca, Angelo (1545–1620), italienischer Gelehrter, Schriftsteller und Bibliophiler
- Rocca, Antonino (1928–1977), argentinischer Wrestler
- Rocca, Christina B. (* 1958), US-amerikanische Diplomatin
- Rocca, Costantino (* 1956), italienischer Golfer
- Rocca, Daniela (1937–1995), italienische Schauspielerin
- Rocca, Francesco (* 1965), italienischer Rotkreuz-Funktionär, Präsident der Internationalen Föderation der Rotkreuz- und Rothalbmond-Gesellschaften (seit 2017)
- Rocca, Francis X. (* 1963), US-amerikanischer Journalist
- Rocca, Gianfelice (* 1948), italienischer Unternehmer
- Rocca, Gianni (1929–2013), italienischer Sprinter
- Rocca, Giorgio (* 1975), italienischer Skirennläufer
- Rocca, Giovanni Antonio (1607–1656), italienischer Mathematiker
- Rocca, Giuseppe (1807–1865), italienischer Geigenbauer
- Rocca, Giuseppe (* 1947), italienischer Drehbuchautor und Theater- sowie Filmregisseur
- Rocca, John (* 1960), britischer Musiker, Sänger und Schallplattenproduzent
- Rocca, Jorge G., argentinisch-US-amerikanischer Physiker
- Rocca, Leonel (1915–1965), uruguayischer Radsportler
- Rocca, Lodovico (1895–1986), italienischer Komponist
- Rocca, Luigi (* 1952), italienischer Maler
- Rocca, Michele (* 1996), italienischer Fußballspieler
- Rocca, Michelle (* 1961), irische Schönheitskönigin, Model und Moderatorin
- Rocca, Paolo (* 1952), argentinisch-italienischer Unternehmer
- Rocca, Peter (* 1957), US-amerikanischer Schwimmer
- Rocca, Robert (* 1927), französischer Karikaturist, Comic-Künstler und Bildhauer
- Rocca, Roberto (1922–2003), italienisch-argentinischer Ingenieur und Stahlindustrieller
- Rocca, Simone (* 1967), italienischer Squashspieler
- Rocca, Stefania (* 1971), italienische SchauspielerinStefania Rocca (* 1971)

Stefania Rocca (* 1971)

- Roccaforte, Gaetano, italienischer Librettist
- Roccardi, Giovanni (* 1912), italienischer Marineoffizier und Filmemacher
- Roccaro, Cari (* 1994), US-amerikanische Fußballspielerin
- Roccatagliata, Tito (1891–1925), argentinischer Tangogeiger und -komponist
- Roccati, Cristina (1732–1797), italienische Physikerin und Dichterin
- Roccato, Daniele (* 1969), italienischer Kontrabassist und Komponist
- Rocche, Ellen (* 1979), brasilianisches Modell
- Rocchetti, Elisabetta (* 1975), italienische Schauspielerin
- Rocchetti, Federico (* 1986), italienischer Radrennfahrer
- Rocchetti, Manlio (1943–2017), italienischer Maskenbildner
- Rocchetti, Sofia (* 2002), italienische Tennisspielerin
- Rocchi, Gianluca (* 1973), italienischer Fußballschiedsrichter
- Rocchi, Massimo (* 1957), italienisch-schweizerischer Komiker
- Rocchi, Tommaso (* 1977), italienischer Fußballspieler
- Rocchia, Christopher (* 1998), französisch-komorischer Fußballspieler
- Rocchigiani, Graciano (1963–2018), deutscher BoxerGraciano Rocchigiani (1963–2018)

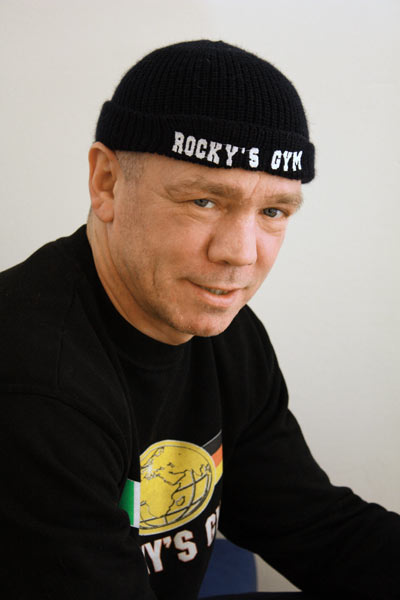
Graciano Rocchigiani (1963–2018)

- Rocchigiani, Ralf (* 1963), deutscher BoxerRalf Rocchigiani (* 1963)

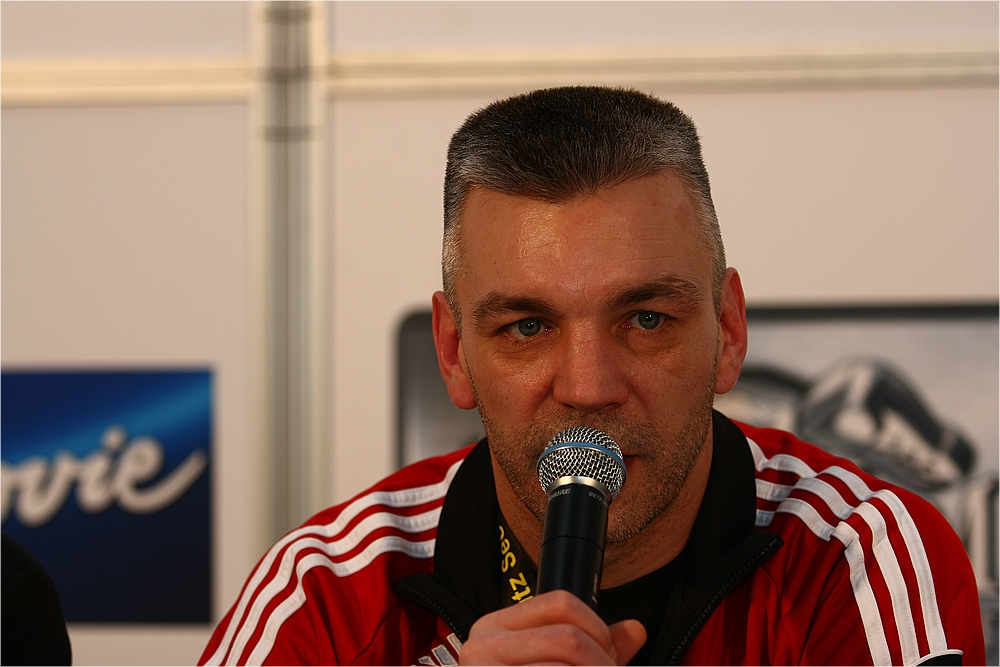
Ralf Rocchigiani (* 1963)

- Rocci, Bernardino (1627–1680), italienischer Bischof und Kardinal
- Rocci, Ciriaco (1582–1651), italienischer Bischof und Kardinal
- Rocci, Rosanna (* 1968), italienische Schlagersängerin
- Roccisano, Joe (1939–1997), US-amerikanischer Jazz-Musiker (Altsaxophon, Sopransaxophon und Flöte) und Arrangeur
- Rocco, deutscher DJ und Produzent
- Rocco Favale, Giuseppe (1935–2018), italienischer Geistlicher, römisch-katholischer Bischof von Vallo della Lucania
- Rocco Rock (1953–2002), US-amerikanischer Wrestler
- Rocco, Alex (1936–2015), US-amerikanischer Schauspieler
- Rocco, Alfredo (1875–1935), italienischer Jurist, Mitglied der Camera dei deputati und Justizminister im faschistischen Staat
- Rocco, Barbara (* 1969), kroatische Schauspielerin und Schriftstellerin
- Rocco, Carmine (1912–1982), italienischer Geistlicher, Erzbischof und Diplomat des Heiligen Stuhls
- Rocco, Gian Andrea (* 1927), italienischer Filmregisseur und Drehbuchautor
- Rocco, Lila (1933–2015), italienische Schauspielerin
- Rocco, Linda (* 1966), US-amerikanische Sängerin
- Rocco, Luis (* 1951), argentinischer Flötist
- Rocco, Marc (1962–2009), US-amerikanischer Filmregisseur, Drehbuchautor und Filmproduzent
- Rocco, María (* 1979), argentinische Fußballschiedsrichterassistentin
- Rocco, Nada (* 1947), kroatische Schauspielerin und Sängerin
- Rocco, Nereo (1912–1979), italienischer Fußballspieler und Trainer
- Rocco, Roberto, italienischer Fotograf und Fernsehregisseur
- Rocco, Vince (* 1987), italo-kanadischer Eishockeyspieler
- Rocco, Wilhelm (1819–1897), deutscher Schauspieler und Autor
- Rocconi, Gerardo (* 1949), italienischer Geistlicher, emeritierter römisch-katholischer Bischof von Jesi
- Roccor, Bettina (* 1965), deutsche Autorin, Volkskundlerin und Musikkritikerin
- Roccuzzo, Antonela (* 1988), argentinische Social-Media-Persönlichkeit und Model

### Roce
- Rocek, Aisha (* 1998), italienische Ruderin
- Roček, Martin (* 1954), US-amerikanischer Physiker
- Roček, Roman (1935–2013), österreichischer Journalist und Autor
- Roćen, Milan (* 1950), jugoslawisch-montenegrinischer Politiker und Diplomat
- Roćenović, Mihailo (* 2007), montenegrinischer Leichtathlet
- Rocero, Geena (* 1984), philippinisch-US-amerikanisches Model und Playmate
- Roces, Wenceslao (1897–1992), spanisch-mexikanischer Jurist, Historiker, Übersetzer, Politiker

### Roch
- Roch, Alfred (1925–2023), Schweizer Skilangläufer
- Roch, André (1906–2002), Schweizer Alpinist, Bergführer, Skirennläufer, Lawinenschutzexperte und Autor
- Roch, Bernhard Kurt (1847–1922), deutscher Bildhauer
- Roch, Christian Wilhelm (1758–1812), deutscher Steuerbeamter, Schriftsteller und Kirchenlexikon-Herausgeber
- Roch, Claude (* 1945), Schweizer Politiker (FDP)
- Roch, Elena (* 1993), österreichische AusdauerradsportlerinElena Roch (* 1993)

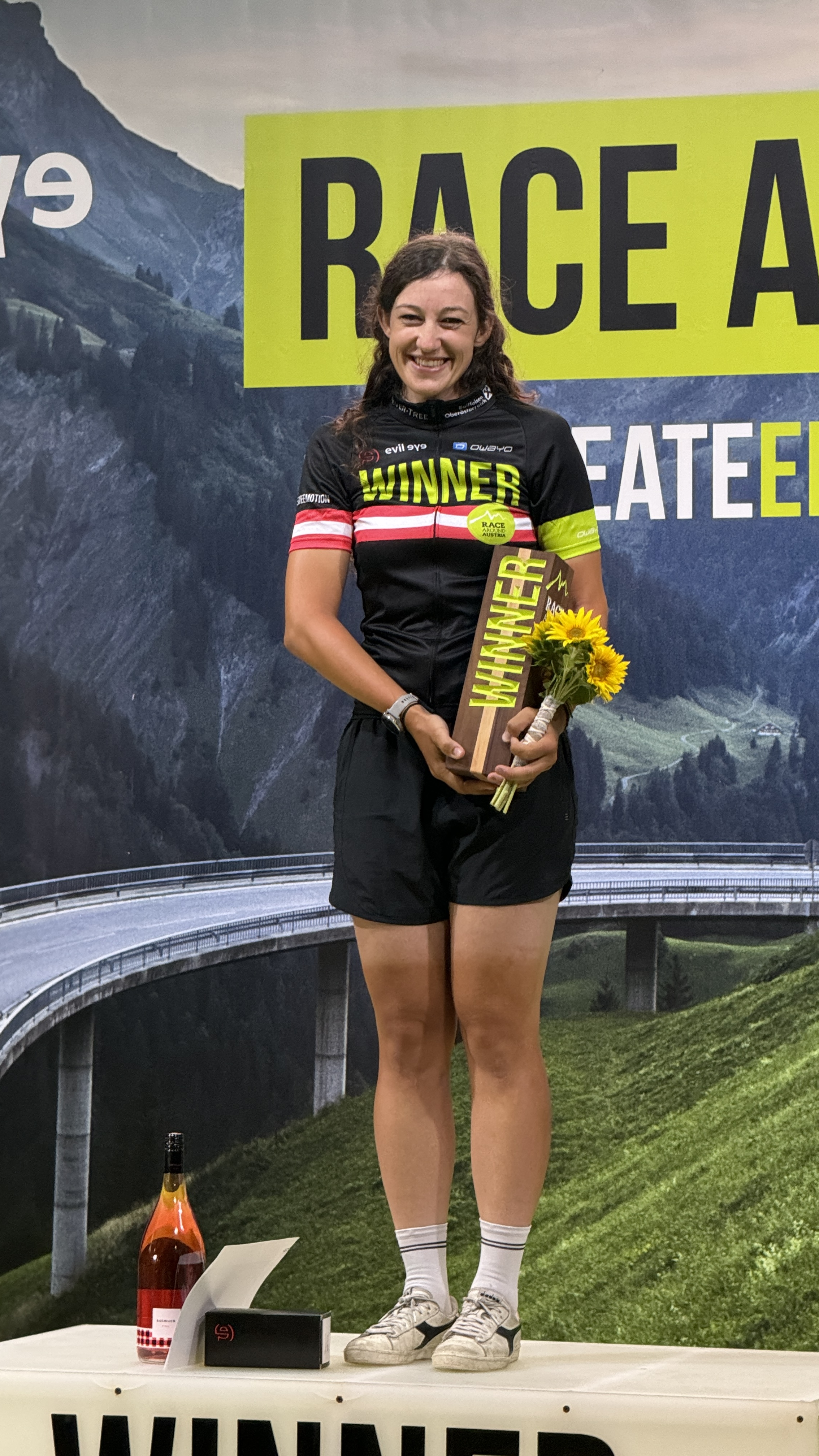
Elena Roch (* 1993)

- Roch, Ernst (1862–1931), deutscher Lithograf und freisinniger Politiker, MdL (Königreich Sachsen)
- Roch, Eugenio Anguiano (1939–2025), mexikanischer Botschafter
- Roch, Georg (1881–1943), deutscher Bildhauer
- Roch, Gustav (1839–1866), deutscher Mathematiker
- Roch, Heinz (1905–1945), deutscher Politiker (NSDP), MdR, MdL, SS-Oberführer sowie SS- und Polizeiführer
- Roch, Isabell (* 1990), deutsche Handballspielerin
- Roch, Jens (* 1978), deutscher Badmintonspieler
- Roch, Madeleine (1883–1930), französische Schauspielerin
- Roch, Marc (* 1969), deutscher Fußballspieler
- Roch, Maximilian (1793–1862), deutscher Landschafts- und Vedutenmaler
- Roch, Paul (1890–1966), deutscher Politiker (SED, DBD), MdV
- Roch, Siegfried (* 1959), deutscher HandballtorwartSiegfried Roch (* 1959)

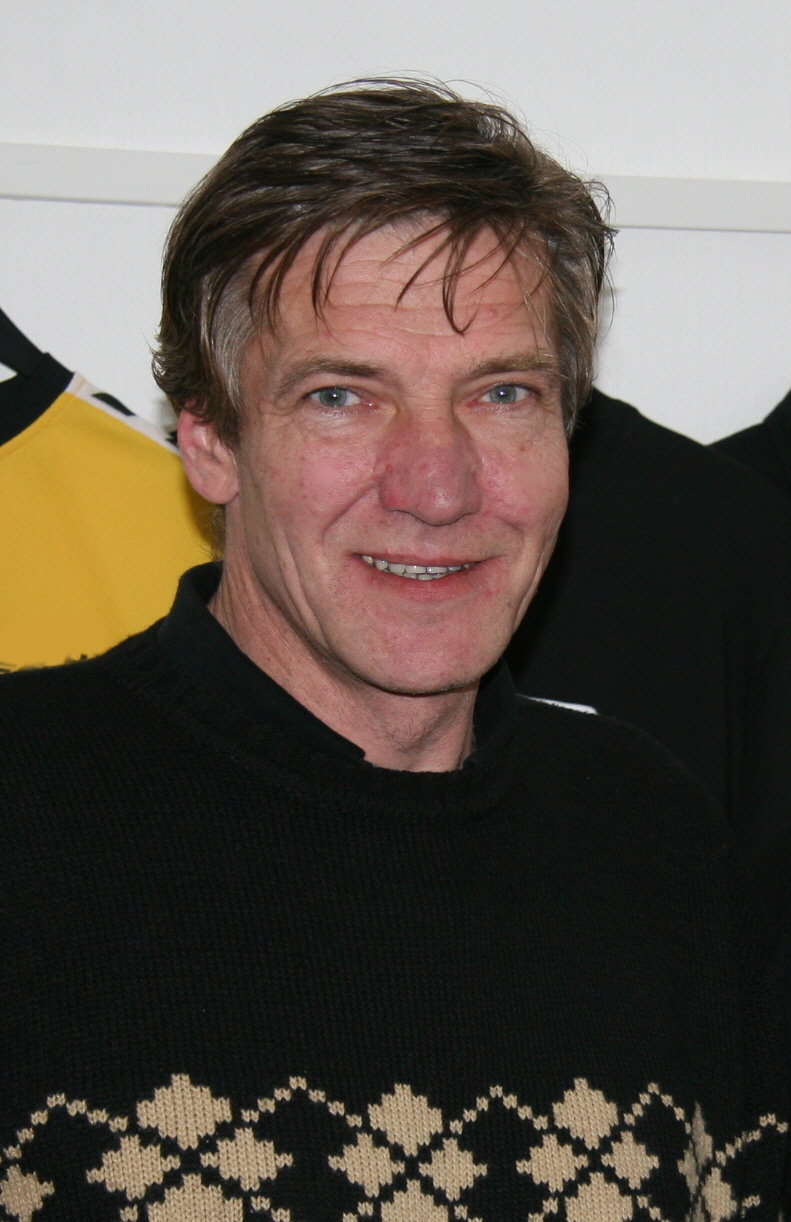
Siegfried Roch (* 1959)

- Roch, Willy (1893–1977), deutscher Pädagoge und Heimatforscher
- Roch-Lemmer, Irene, deutsche Kunsthistorikerin

#### Rocha
- Rocha Coelho, Dyego (* 1983), brasilianischer Fußballspieler
- Rocha da Silva, Márcio Miranda Freitas (* 1981), brasilianischer Fußballspieler
- Rocha Felício, Manuel da (* 1947), portugiesischer Geistlicher und römisch-katholischer Bischof von Guarda
- Rocha Grande, Emilio (* 1958), spanischer Ordensgeistlicher, römisch-katholischer Erzbischof von Tanger
- Rocha Lima, Henrique da (1879–1956), brasilianischer Mediziner und Pathologe
- Rocha Mota, Lindomar (* 1971), brasilianischer Geistlicher und römisch-katholischer Bischof von São Luís de Montes Belos
- Rocha Neto, Bento Munhoz da (1905–1978), brasilianischer Politiker
- Rocha Neves, Luciano da (* 1993), brasilianischer Fußballspieler
- Rocha Neves, Pedro (* 1994), brasilianischer Fußballspieler
- Rocha Peixoto, António (1866–1909), portugiesischer Archäologe und Volkskundler
- Rocha, Adi (* 1985), brasilianischer Fußballspieler
- Rocha, Aldo (* 1992), mexikanischer Fußballspieler
- Rocha, Aline (* 1991), brasilianische Parasportlerin
- Rocha, Anísio da (* 1912), brasilianischer Moderner Fünfkämpfer und Vielseitigkeitsreiter
- Rocha, António dos Santos (1853–1910), portugiesischer Archäologe
- Rocha, Ático Eusébio da (1882–1950), brasilianischer Geistlicher, römisch-katholischer Erzbischof von Curitiba
- Rocha, Carla Salomé (* 1990), portugiesische Mittel- und Langstreckenläuferin
- Rocha, Cármen Lúcia Antunes (* 1954), brasilianische Juristin, Präsidentin des Obersten Gerichtshofes der Republik Brasilien
- Rocha, Clara de la († 1970), mexikanische Revolutionärin und Soldadera
- Rocha, Coco (* 1988), kanadisches ModelCoco Rocha (* 1988)

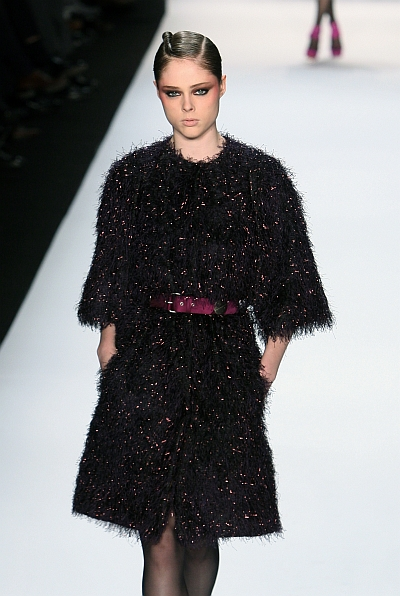
Coco Rocha (* 1988)

- Rocha, Diego Andrés (1607–1688), spanischer Chronist
- Rocha, Duane Da (* 1988), spanische Schwimmerin
- Rocha, Evaristo, Supremo Director von Nicaragua
- Rocha, Everardo (* 1951), brasilianischer Anthropologe
- Rocha, Félix da (1713–1781), portugiesischer Jesuit und Astronom
- Rocha, Francisco (* 1927), portugiesischer Fußballspieler
- Rocha, Frédéric Da (* 1953), französischer Automobilrennfahrer
- Rocha, Frédéric Da (* 1974), französischer Fußballspieler
- Rocha, Fryco (1863–1942), niedersorbischer Lehrer, Schriftsteller und Volksdichter
- Rocha, Geraldo Lyrio (1942–2023), brasilianischer Geistlicher, römisch-katholischer Erzbischof von Mariana
- Rocha, Glauber (1938–1981), brasilianischer Filmregisseur
- Rocha, Henrique (* 2004), portugiesischer Tennisspieler
- Rocha, Horacio Rentería (1912–1972), mexikanischer Maler
- Rocha, Hugo (* 1972), portugiesischer Segler
- Rocha, Isabel, portugiesische Badmintonspielerin
- Rocha, Jaime Vieira (* 1947), brasilianischer Geistlicher und römisch-katholischer Erzbischof von Natal
- Rocha, Jaime Vieira da, portugiesischer Soldat und Kolonialverwalter
- Rocha, Jésus (1939–2006), brasilianischer Geistlicher, römisch-katholischer Bischof von Oliveira
- Rocha, João da (1565–1623), portugiesischer Jesuitenmissionar
- Rocha, João da († 1639), Titularbischof der römisch-katholischen Kirche
- Rocha, João da (1868–1921), portugiesischer Schriftsteller
- Rocha, Joaquín (* 1944), mexikanischer Schwergewichtsboxer
- Rocha, José Luis (* 1956), kap-verdischer Diplomat
- Rocha, José Maurício da (1885–1969), brasilianischer römisch-katholischer Geistlicher und Bischof von Bragança Paulista
- Rocha, Josiel da (* 1980), brasilianischer Fußballspieler
- Rocha, Juan Ramón (* 1954), argentinischer Fußballspieler und -trainer
- Rocha, Júlia Aparecida (* 2005), brasilianische Sprinterin
- Rocha, Júlio (* 1979), brasilianischer Schauspieler
- Rocha, Juninho (* 1997), brasilianischer Fußballspieler
- Rocha, Kali (* 1971), US-amerikanische SchauspielerinKali Rocha (* 1971)

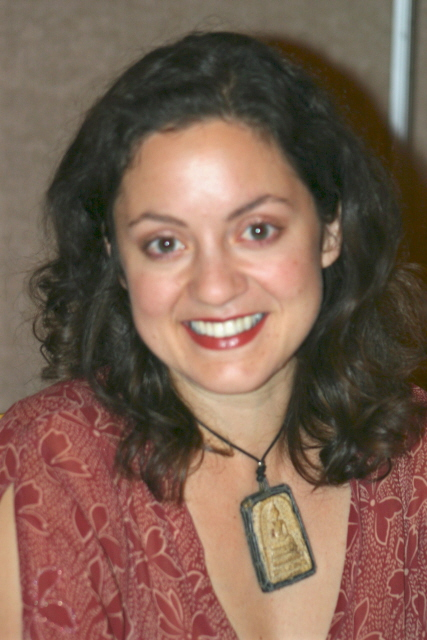
Kali Rocha (* 1971)

- Rocha, Lucas da Silva (* 1995), brasilianischer Fußballspieler
- Rocha, Luís Filipe (* 1947), portugiesischer Regisseur und Schauspieler
- Rocha, Luís Miguel (1976–2015), portugiesischer Schriftsteller und Produzent
- Rocha, Manuel (* 1950), US-amerikanischer Diplomat und Spion
- Rocha, Manuel Palmeira da (1919–2002), brasilianischer Geistlicher, römisch-katholischer Bischof von Pesqueira
- Rocha, Mara (* 1973), brasilianische Politikerin
- Rocha, Marcos (* 1968), brasilianischer Militärpolizeioffizier und Politiker
- Rocha, Marcos (* 1988), brasilianischer Fußballspieler
- Rocha, Marcos Bonifacio da (* 1976), brasilianischer Fußballspieler
- Rocha, María Alejandra (* 2000), kolumbianische Hürdenläuferin
- Rocha, Maria Laura da (* 1955), brasilianische Diplomatin
- Rocha, Moisés Augusto (* 1927), portugiesischer Catcher und Gelegenheitsschauspieler
- Rocha, Nora Leticia (* 1967), mexikanische Mittel- und Langstreckenläuferin
- Rocha, Patrick Da (* 1961), französischer Bahnradsportler
- Rocha, Paulo (1935–2012), portugiesischer Filmregisseur
- Rocha, Pedro (1942–2013), uruguayischer Fußballspieler
- Rocha, Pedro de Santana († 2020), brasilianischer Journalist und Reporter
- Rocha, Peter (1942–2014), deutscher Dokumentarfilmer
- Rocha, Ricardo (* 1962), brasilianischer Fußballspieler
- Rocha, Ricardo (* 1978), portugiesischer Fußballspieler
- Rocha, Roger, US-amerikanischer Musiker
- Rocha, Sérgio da (* 1959), brasilianischer Geistlicher und römisch-katholischer Erzbischof von São Salvador da Bahia sowie Primas von Brasilien
- Rocha, Tiago (* 1985), portugiesischer Handballspieler
- Rocha, Tuka (1982–2019), brasilianischer Rennfahrer
- Rocha, Willyan (* 1995), brasilianischer Fußballspieler
- Rocha, Yuri Martins (* 1998), brasilianischer Fußballspieler
- Rochaix, John (1879–1955), Schweizer Agrarwissenschaftler und Politiker
- Rochallyi, Radoslav (* 1980), slowakischer Dichter und Schriftsteller
- Rochambeau, Donatien-Marie-Joseph de Vimeur, vicomte de (1755–1813), französischer General
- Rochambeau, Jean-Baptiste-Donatien de Vimeur, comte de (1725–1807), französischer General, Marschall von FrankreichJean-Baptiste-Donatien de Vimeur, comte de Rochambeau (1725–1807)

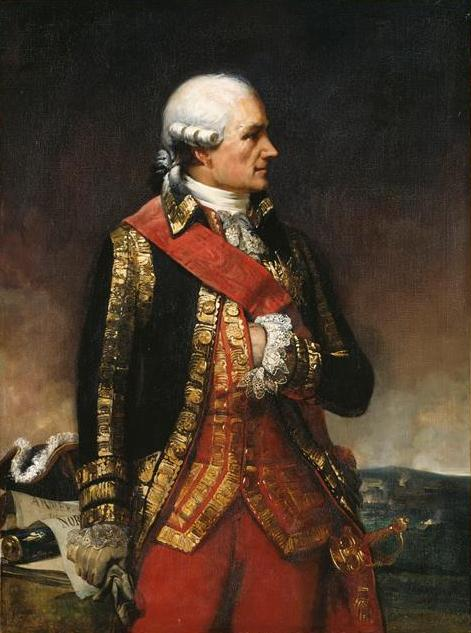
Jean-Baptiste-Donatien de Vimeur, comte de Rochambeau (1725–1807)

- Rochant, Éric (* 1961), französischer Filmregisseur und Drehbuchautor
- Rochard, Irénée (1906–1984), französischer Bildhauer
- Rochard, Roger (1913–1993), französischer Langstreckenläufer
- Rocharjanta Prajasuta, Fransiskus Xaverius (1931–2015), indonesischer Ordensgeistlicher, Bischof von Banjarmasin
- Rochas, Caroline (* 1992), französische Skispringerin
- Rochas, Marcel (1902–1955), französischer Couturier
- Rochas, Rémy (* 1996), französischer Radrennfahrer
- Rochat Fernandez, Nicolas (* 1982), Schweizer Politiker (SP)
- Rochat Rienth, Muriel (* 1971), Schweizer Blockflötistin
- Rochat, Alain (* 1961), Schweizer Schriftsteller
- Rochat, Alain (* 1983), Schweizer Fussballspieler
- Rochat, Alfred (1833–1910), Schweizer Romanist
- Rochat, Anne-Frédérique (* 1977), Schweizer Schauspielerin und Schriftstellerin
- Rochat, Bigambo (* 1991), Schweizer Fußballspieler
- Rochat, Conrad (1927–2014), Schweizer Skispringer
- Rochat, Éric (* 1948), Schweizer Politiker (LPS)
- Rochat, Giorgio (1936–2024), italienischer Neuzeithistoriker und ehemaliger Hochschullehrer
- Rochat, Isabel (* 1955), Schweizer Politikerin (FDP)
- Rochat, Jean-Pierre (* 1953), Schweizer Schriftsteller
- Rochat, Laurence (* 1979), Schweizer Skilangläuferin
- Rochat, Louis-Lucien (1849–1917), Schweizer reformierter Geistlicher
- Rochat, Marc (* 1992), Schweizer Skirennfahrer
- Rochat, Philippe (1953–2015), Schweizer KochPhilippe Rochat (1953–2015)

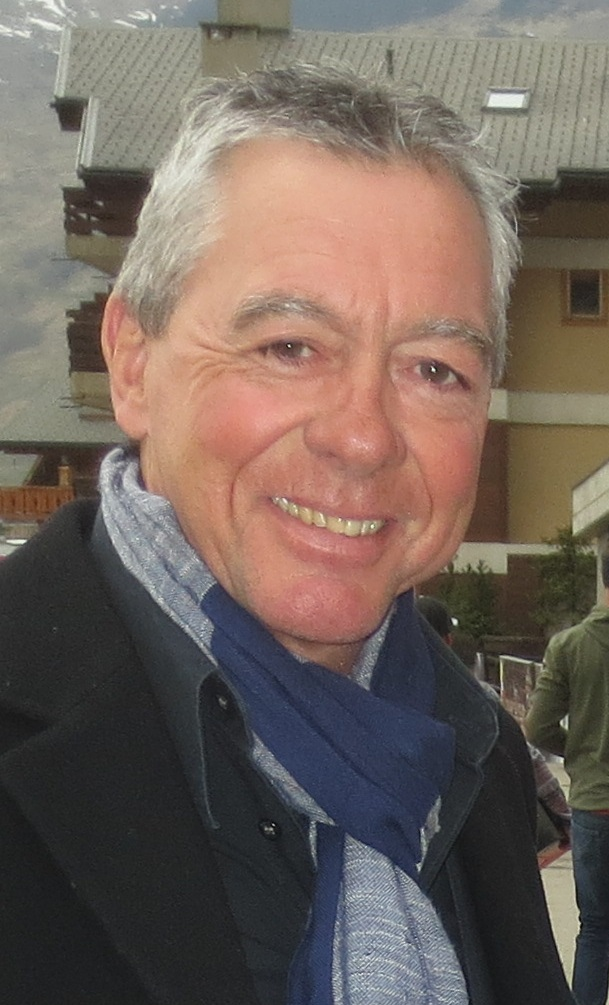
Philippe Rochat (1953–2015)

- Rochat-Moser, Franziska (1966–2002), Schweizer Langstreckenläuferin
- Rochau, August Ludwig von (1810–1873), deutscher Publizist und Politiker (NLP), MdR
- Rochau, Johann Gottfried (1684–1756), deutscher evangelischer Theologe
- Rochau, Lothar (* 1952), deutscher Sozialarbeiter, Buchautor, Marathonläufer und Bürgerrechtler

#### Rochb
- Rochberg, Francesca (* 1952), US-amerikanische Wissenschaftshistorikerin
- Rochberg, George (1918–2005), US-amerikanischer Komponist

#### Rochd
- Rochdy, Rajae (* 1983), marokkanische Badmintonspielerin

#### Roche
- Roche Braziliano, niederländischer Pirat
- Roche, Alain, Schweizer Pianist und Komponist
- Roche, Alain (* 1967), französischer Fußballspieler
- Roche, Alexander (1863–1921), schottischer Maler
- Roche, Alexander, Baron Roche (1871–1956), britischer Jurist
- Roche, André (* 1952), französischer Illustrator
- Roche, Andrew (* 1971), irischer Straßenradrennfahrer
- Roché, Anthony de la, englischer Händler
- Roche, Arthur (* 1950), britischer Geistlicher, römisch-katholischer Kurienkardinal
- Roche, Betty (1920–1999), US-amerikanische Jazz-Sängerin
- Roche, Billy (* 1949), irischer Schauspieler, Dramatiker und Prosa-Autor
- Roché, Brisa (* 1976), US-amerikanische Sängerin und Songschreiberin
- Roche, Charlotte (* 1978), britisch-deutsche Moderatorin, Produzentin, Schauspielerin, Hörspielsprecherin und AutorinCharlotte Roche (* 1978)

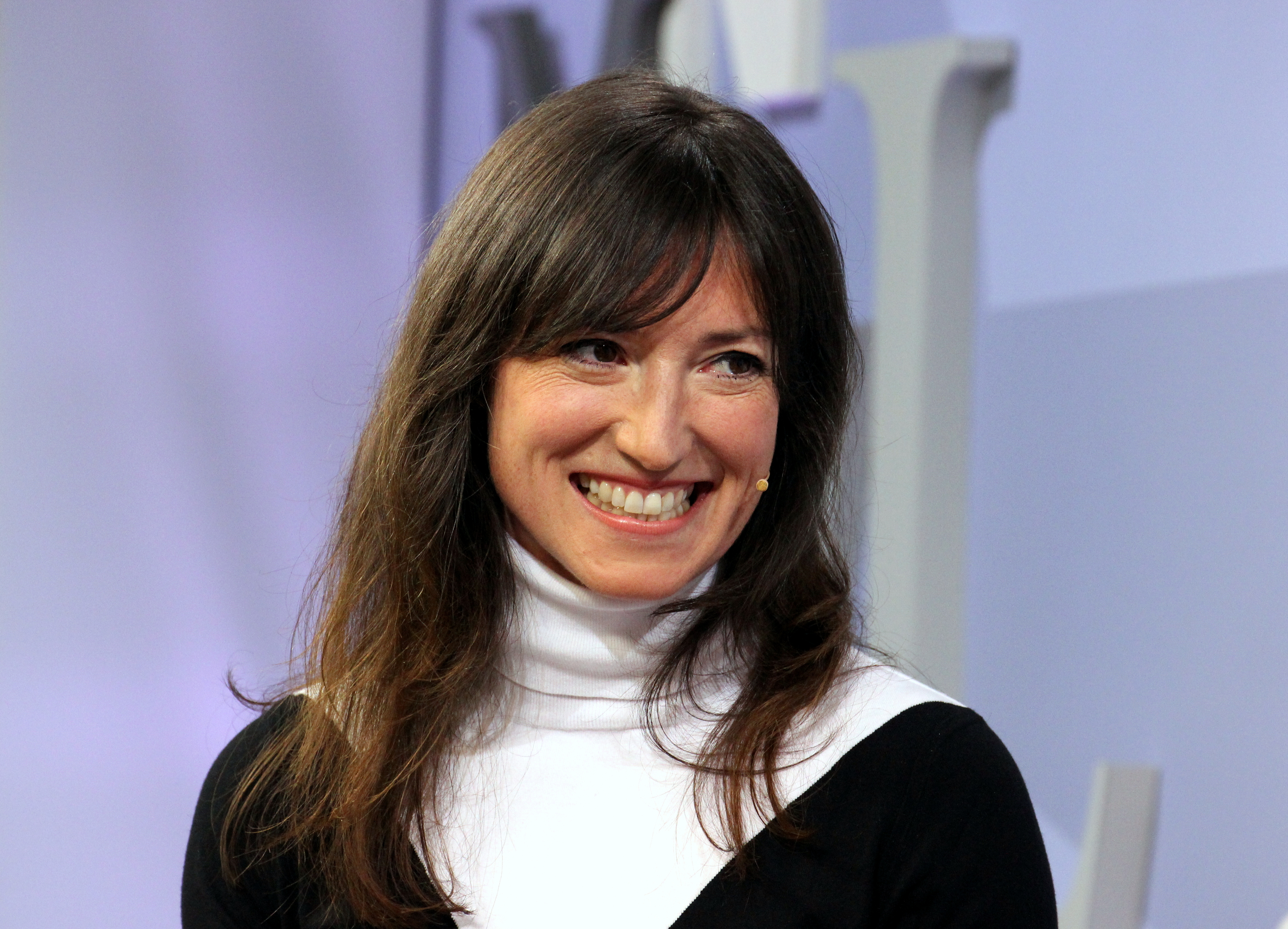
Charlotte Roche (* 1978)

- Roche, Daniel (1935–2023), französischer Kulturhistoriker
- Roche, Daniel (* 1999), britischer Schauspieler
- Roche, Daniel de (* 1954), Schweizer Politiker (EVP), Pfarrer und Synodalratspräsident
- Roche, Danni (* 1970), australische Hockeyspielerin
- Roche, Denis (1937–2015), französischer Schriftsteller und Fotograf
- Roche, Dick (* 1947), irischer Politiker (Fianna Fáil)
- Roche, Donal (* 1958), irischer römisch-katholischer Geistlicher, Weihbischof in Dublin
- Roche, Édouard Albert (1820–1883), französischer Mathematiker und Astronom
- Roche, Eric (1967–2005), irischer Fingerstyle-Gitarrist
- Roche, Ernest (1850–1917), französischer Politiker
- Roche, Eugene (1928–2004), US-amerikanischer Schauspieler
- Roche, Francis Tiburtius (1879–1955), indischer römisch-katholischer Geistlicher, Bischof von Tuticorin (Südindien)
- Roche, Fred, australischer Radrennfahrer
- Roche, Heather, kanadische Musikerin (Klarinette)
- Roché, Henri-Pierre (1879–1959), französischer Schriftsteller und KunstsammlerHenri-Pierre Roché (1879–1959)

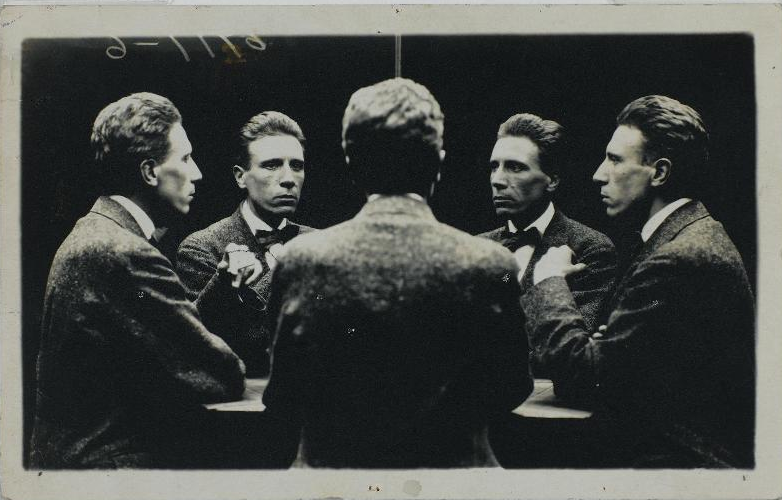
Henri-Pierre Roché (1879–1959)

- Roche, Jamie (* 2001), schwedisch-englischer Fußballspieler
- Roché, Jean C. (1931–2025), französischer Ornithologe und Bioakustiker
- Roché, Jean Luc (1947–2017), französischer Geigen- und Bogenbauer
- Roche, Joe, US-amerikanischer Schauspieler und Drehbuchautor
- Roche, John A. (1844–1904), US-amerikanischer Politiker
- Roche, Juliette (1884–1980), französische Malerin und Dichterin
- Roche, Ken (* 1941), australischer Hürdenläufer und Sprinter
- Roche, Kevin (1922–2019), US-amerikanischer Architekt
- Roche, Kyle, amerikanischer Anwalt
- Roche, Léon (1895–1944), französischer Politiker und Widerstandskämpfer
- Roche, Maggie (1951–2017), US-amerikanische Singer-Songwriterin und Schauspielerin
- Roche, Maurice (1924–1997), französischer Schriftsteller und Komponist
- Roche, Maurice, 4. Baron Fermoy (1885–1955), britischer Adliger und Politiker
- Roche, Melanie (* 1970), australische Softballspielerin
- Roche, Michael (* 1933), US-amerikanischer Badmintonspieler
- Roche, Mickaël (* 1982), tahitischer Fußballtorhüter
- Roche, Nicolas (* 1984), irischer RadrennfahrerNicolas Roche (* 1984)

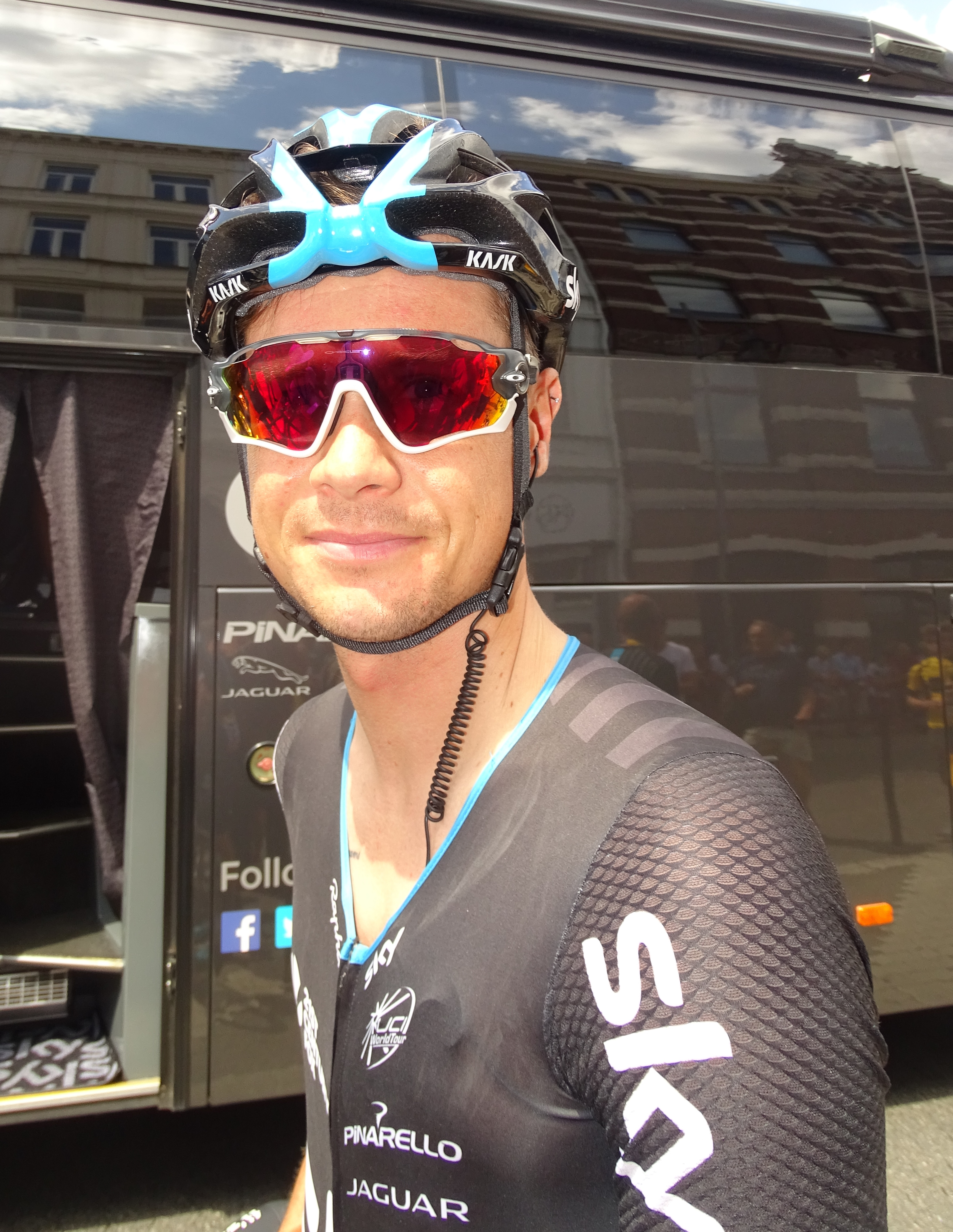
Nicolas Roche (* 1984)

- Roche, Otto (1929–1999), deutscher Regierungsschuldirektor
- Roche, Patrick (* 1989), deutscher Synchronsprecher
- Roche, Peter, irischer Politiker (Fine Gael)
- Roche, Philip (1693–1723), irischer Pirat
- Roche, Raymond (* 1957), französischer Motorradrennfahrer
- Roche, Samuel, französischer Kunstturner
- Roché, Sebastian (* 1964), französischer SchauspielerSebastian Roché (* 1964)

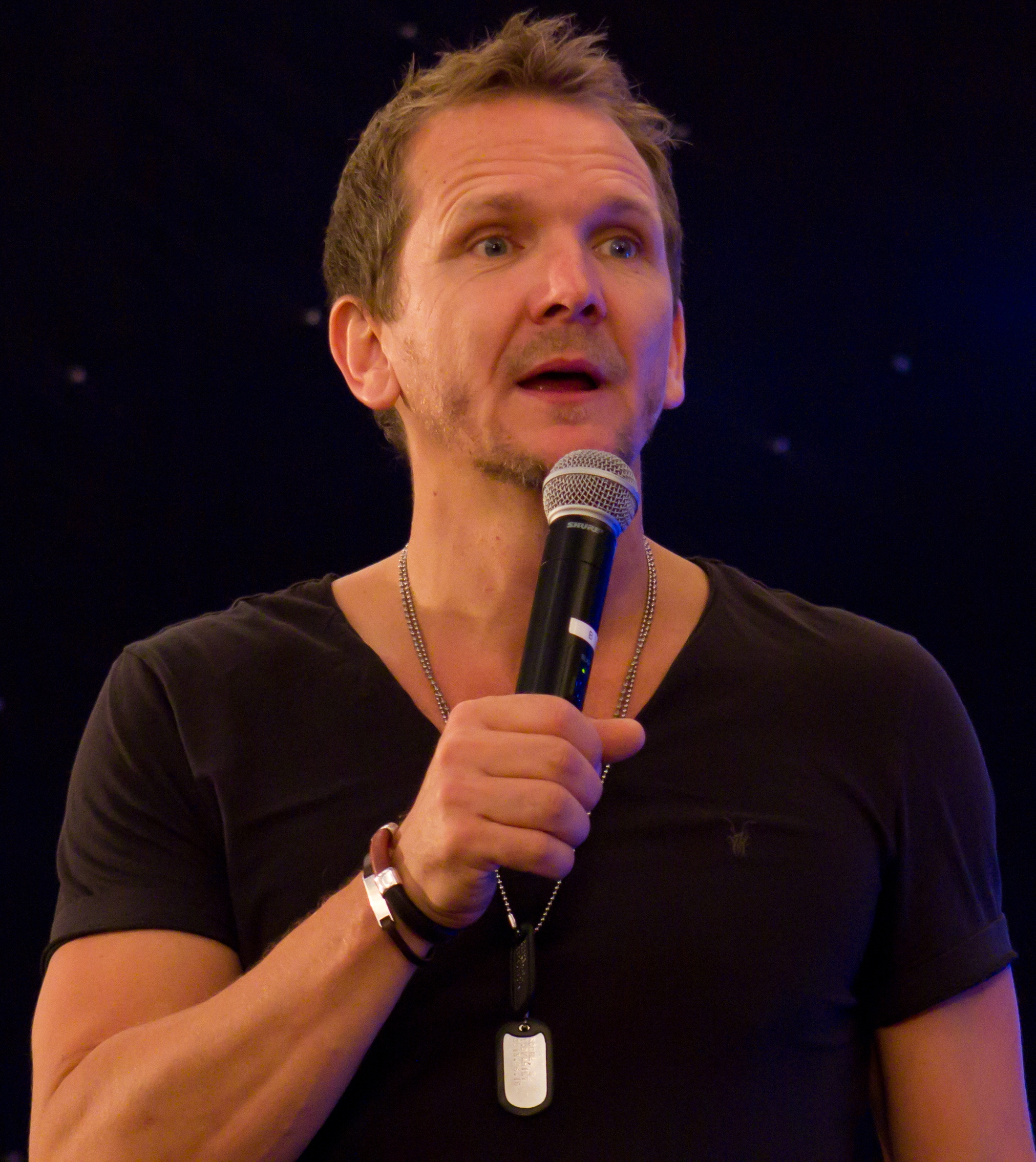
Sebastian Roché (* 1964)

- Roche, Stephanie (* 1989), irische Fußballspielerin
- Roche, Stephen (* 1959), irischer Radrennfahrer
- Roche, Suzzy (* 1956), US-amerikanische Singer-Songwriterin
- Roche, Tanguy (* 1984), französischer Biathlet
- Roche, Terre (* 1953), US-amerikanische Singer-Songwriterin, Lehrerin und Autorin
- Roche, Tony, englischer Drehbuchautor
- Roche, Tony (* 1945), australischer Tennisspieler
- Roche, Travis (* 1978), kanadischer Eishockeyspieler
- Roche, William James (1859–1937), kanadischer Politiker, Abgeordneter und Minister
- Rochebaron, Antoine d’Aumont de († 1669), französischer Militär und Aristokrat
- Rochebin, Darius (* 1966), Schweizer Journalist und Moderator
- Rochebouët, Gaëtan de (1813–1899), französischer General und Politiker
- Rochebrune, Alphonse Trémeau de (1833–1912), französischer Malakologe, Zoologe und Botaniker
- Rochechouart de Faudoas, Jean-François-Joseph (1708–1777), französischer Kardinal der Römischen Kirche
- Rochechouart de Mortemart, Charles Auguste de (1714–1743), französischer Adliger, Militär und Hofbeamter
- Rochechouart de Mortemart, Gabriel de (1601–1675), französischer Adliger, Gouverneur von Paris und Île-de-France
- Rochechouart de Mortemart, Louis de (1681–1746), französischer Adliger, Militär und Hofbeamter
- Rochechouart de Mortemart, Louis Victor de (1636–1688), Marschall von Frankreich
- Rochechouart de Mortemart, Paul Louis de (1710–1731), französischer Adliger, Militär und Hofbeamter
- Rochechouart, Aimery Louis Roger de (1744–1791), französischer Adliger und Militär
- Rochechouart, Anne de (1847–1933), französische Autofahrerin der ersten Stunde und Bildhauerin
- Rochechouart, Élisabeth Françoise Armide de (1757–1805), französische Aristokratin und Konterrevolutionärin
- Rochechouart, François Charles de (1703–1784), französischer Adliger und Militär
- Rochechouart, Gabrielle de (1645–1704), französische Äbtissin
- Rochechouart, Louis Victor Léon de (1788–1858), französischer Aristokrat und Militär
- Rochechouart, Victurnien Jean-Baptiste de (1752–1812), französischer Adliger und Militär
- Rochedy, Julien (* 1988), französischer Politiker des Rassemblement NationalJulien Rochedy (* 1988)

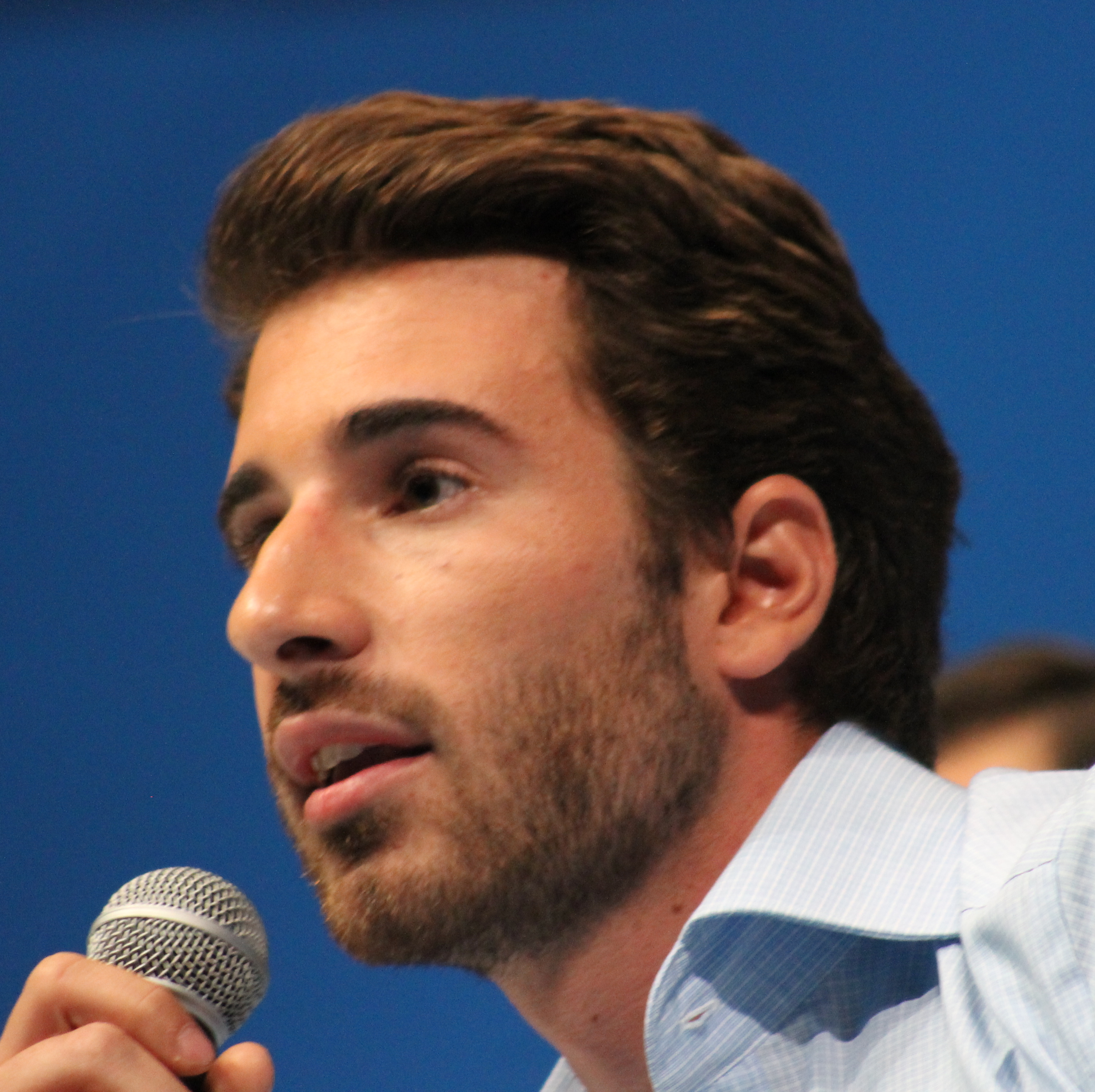
Julien Rochedy (* 1988)

- Rochefort, Charles de (1887–1952), französischer Schauspieler
- Rochefort, Christiane (1917–1998), französische Schriftstellerin und Feministin
- Rochefort, Edmond (1790–1871), französischer Vaudevillist und Librettist
- Rochefort, Henri (1830–1913), französischer Schriftsteller, Journalist, Theaterdichter und Politiker
- Rochefort, Jean (1930–2017), französischer SchauspielerJean Rochefort (1930–2017)

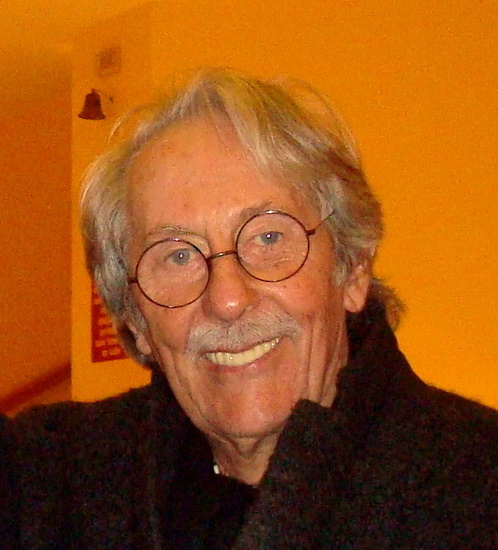
Jean Rochefort (1930–2017)

- Rochefort, Joseph (1900–1976), amerikanischer Kryptologe
- Rochefort, Konstantin Nikolajewitsch de (1875–1961), russischer Architekt
- Rochefort, Nicolas de (1846–1905), russischer Architekt und Bauingenieur
- Rochefort, Normand (* 1961), kanadischer Eishockeyspieler
- Rochefort, Richard (* 1977), kanadischer Eishockeyspieler
- Rochefort, Robert (* 1955), französischer Politiker (MoDem), MdEP
- Rochefort-Théobon, Lydie de (1638–1708), französische Adlige und Hofdame
- Rochefoucauld, Henri-François de La (1716–1784), französischer Aristokrat und Marineoffizier
- Rochegrosse, Georges-Antoine (1859–1938), französischer Maler und Illustrator
- Rochegude, Henri Pascal de (1741–1834), französischer Marineoffizier, Parlamentarier und Provenzalist
- Rochel, Anton (1770–1847), österreichischer Chirurg und Botaniker
- Rochel, Ulrich (* 1942), deutscher Motorbootrennfahrer
- Rochela, David (* 1990), spanischer Fußballspieler
- Rocheleau, Chris, US-amerikanischer Regierungsbeamter
- Rochell, Edhilt (1925–2019), deutsche Schauspielerin bei Bühne und Film
- Rochelle (* 1992), niederländische Popsängerin
- Rochelsberg, Peter (* 1881), deutscher Filmarchitekt
- Rochelt, Hans (1936–2016), österreichischer Autor, Musikkritiker, Regisseur und Kulturredakteur
- Rochelt, Jannik (* 1998), deutscher Fußballspieler
- Rocheman, Manuel (* 1964), französischer Jazzmusiker (Pianist, Komponist)
- Rochemback, Fábio (* 1981), brasilianischer Fußballspieler
- Rochemont, Louis de (1899–1978), US-amerikanischer Wochenschau-Hersteller, Dokumentarfilmer, Drehbuchautor und Filmproduzent
- Rochemore, Vincent de (1711–1763), französischer Edelmann und Beamter in Französisch-Louisiana
- Rocher, Benjamin, französischer Regisseur und Drehbuchautor
- Rocher, François (* 1958), kanadischer Politikwissenschaftler
- Rocher, Karole (* 1974), französische SchauspielerinKarole Rocher (* 1974)

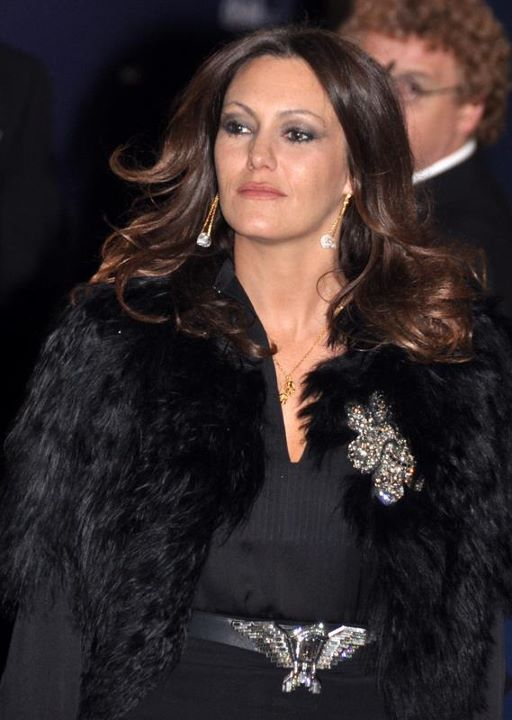
Karole Rocher (* 1974)

- Rocher, Mathias (* 1989), deutscher Ruderer
- Röcher, Thorsten (* 1991), österreichischer Fußballspieler
- Rocher, Yves (1930–2009), französischer Kosmetik-Industrieller
- Rochereau, Henri (1908–1999), französischer Politiker
- Rochereau, Tabu Ley (1940–2013), kongolesischer Sänger, Songwriter und Politiker
- Rocheron, Guillaume, Filmtechniker
- Roches, François de, Schweizer evangelischer Geistlicher und Hochschullehrer
- Roches, Harrison (* 1983), belizischer Fußballspieler
- Roches, Léon (1809–1901), französischer Diplomat
- Rochester, Art (* 1944), US-amerikanischer Tontechniker
- Rochester, Cornell (* 1957), amerikanischer Fusion- und Jazzmusiker (Schlagzeuger)
- Rochester, George (1908–2001), britischer Physiker
- Rochester, Lisa Blunt (* 1962), US-amerikanische Politikerin
- Rochester, Nathaniel (1919–2001), US-amerikanischer Informatiker
- Rochester, Robert († 1557), englischer katholischer Hofbeamter und Kronrat
- Rochester, William B. (1789–1838), US-amerikanischer Rechtsanwalt, Richter und Politiker
- Rochestie, Taylor (* 1985), US-amerikanisch-montenegrinischer Basketballspieler
- Rochet, Jean-Charles (* 1957), französischer Wirtschaftswissenschaftler und Hochschullehrer
- Rochet, Sergio (* 1993), uruguayischer Fußballspieler
- Rochet, Waldeck (1905–1983), französischer Kommunist
- Rochetaillée, Jean de († 1437), Bischof von Genf und Paris, Erzbischof von Besançon und Rouen, Kardinal
- Rocheteau, Dominique (* 1955), französischer FußballspielerDominique Rocheteau (* 1955)

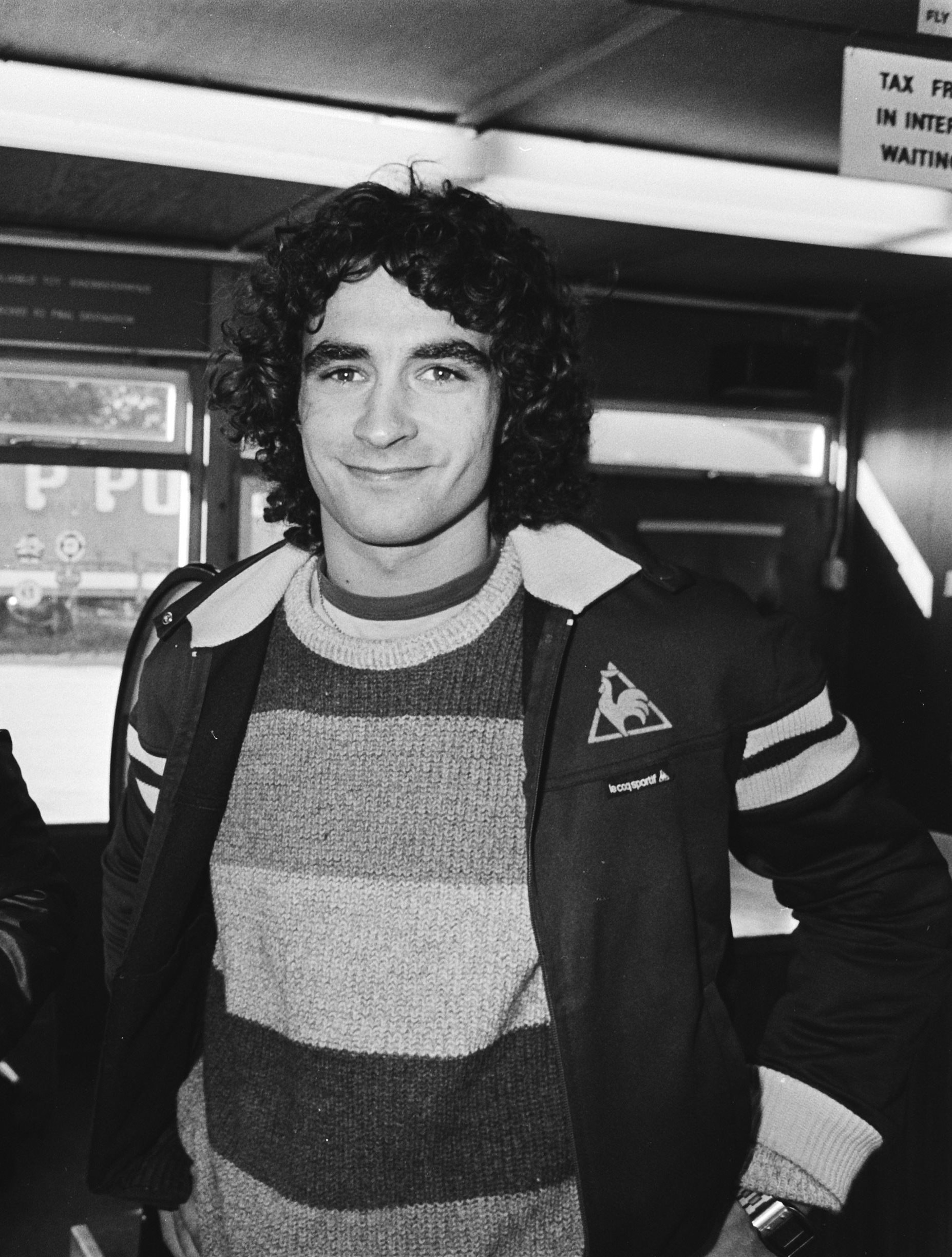
Dominique Rocheteau (* 1955)

- Rochette, Jacquelin (* 1955), kanadischer Organist und Orgelbauer
- Rochette, Jean-Marc (* 1956), französischer Comiczeichner
- Rochette, Joannie (* 1986), kanadische Eiskunstläuferin
- Rochette, Maghalie (* 1993), kanadische Radrennfahrerin

#### Rochf
- Rochford, Ava (* 2005), irische Hochspringerin
- Rochford, Sebastian (* 1973), britischer Komponist, Schlagzeuger und Bandleader

#### Rochg
- Rochga, Rudolf (1875–1957), deutscher Dekorationsmaler und Kunstgewerbler

#### Rochh
- Rochhaus, Peter (* 1958), deutscher Museologe und Kunsthistoriker
- Rochhausen, Angelika (1942–2017), deutsche Malerin und Grafikerin
- Rochhausen, Johannes (* 1981), deutscher Maler
- Rochhausen, Rudolf (1919–2012), deutscher Philosoph
- Rochholz, Ernst Ludwig (1809–1892), schweizerischer Sagenforscher

#### Rochi
- Rochi, Gentjana (* 1994), mazedonische Fußballspielerin
- Rochin, Aaron, amerikanischer Toningenieur
- Rochina, Rubén (* 1991), spanischer Fußballspieler

#### Rochk
- Rochko, Eugen (* 1993), deutscher Software-Entwickler

#### Rochl
- Rochleder, Friedrich (1819–1874), österreichischer Chemiker
- Rochlin, Wladimir (* 1952), US-amerikanischer Mathematiker
- Rochlin, Wladimir Abramowitsch (1919–1984), sowjetischer Mathematiker
- Röchling, August (1856–1937), deutscher Unternehmer
- Röchling, Carl (1827–1910), deutscher Montanunternehmer
- Röchling, Carl (1855–1920), deutscher Maler und Illustrator
- Röchling, Ernst (1888–1964), deutscher Industrieller
- Röchling, Friedrich Ludwig (1774–1836), deutscher Unternehmer und Firmengründer
- Röchling, Hermann (1872–1955), deutscher Stahl-Industrieller, Wehrwirtschaftsführer des Dritten ReichesHermann Röchling (1872–1955)

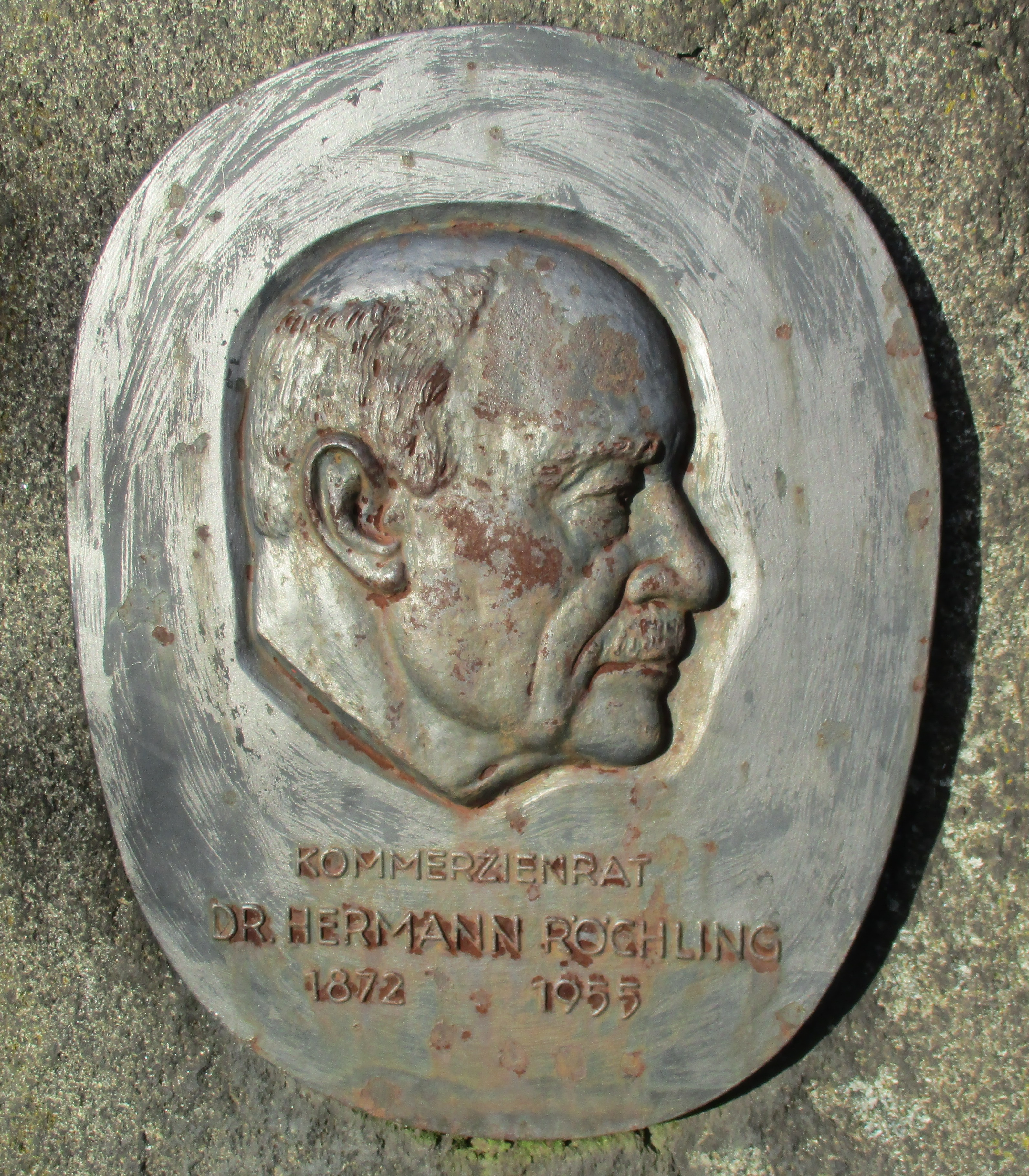
Hermann Röchling (1872–1955)

- Röchling, Johann Gottfried (1703–1780), deutscher Berghauptmann, Kammerat und Werksdirektor
- Röchling, Johann Jacob (1746–1822), Kaufmann, Bürgermeister
- Röchling, Jutta (* 1942), deutsche Hockeyspielerin und Unternehmerin
- Röchling, Louis (1863–1926), deutscher Unternehmer der Montanindustrie
- Röchling, Ludwig Heinrich (1796–1870), deutscher Kaufmann und Politiker
- Röchling, Ludwig Heinrich (1839–1901), deutscher Gutsbesitzer und Politiker
- Röchling, Paul (1854–1921), Präsident der Handelskammer Saarbrücken
- Röchling, Robert (1877–1948), deutscher Ingenieur und Montanunternehmer
- Röchling, Theodor (1823–1885), deutscher Unternehmer
- Rochlitz, Arthur (1882–1958), deutscher Konteradmiral der Reichsmarine
- Rochlitz, Eduard (1829–1904), deutscher Ingenieur, preußischer Baubeamter und Hochschullehrer
- Rochlitz, Friedrich (1769–1842), deutscher Erzähler und Musikschriftsteller
- Rochlitz, Jürgen (1937–2019), deutscher Politiker (Bündnis 90/Die Grünen), MdL, MdB und Chemiker
- Röchlitz, Konrad von, herzoglich-schlesischer Kanzler
- Rochlitz, Otto (1827–1872), preußischer Landrat und Landdrost
- Rochlitz, Rainer (1946–2002), deutsch-französischer Philosoph, Kunsthistoriker und Übersetzer
- Rochlitzer, Ludwig (1880–1945), österreichischer Rechtsanwalt und Komponist

#### Rochn
- Rochna, Daniel (* 1999), polnischer Bahnradsportler

#### Rocho
- Rocholl, Erich (1901–1978), deutscher Politiker (DP, CDU), MdL
- Rocholl, Heinrich (1845–1929), deutscher evangelisch-lutherischer Militärpfarrer und Konsistorialrat mit dem Titel Dr. phil.
- Rocholl, Horst (1908–2004), deutscher Mediziner, Übersetzer und Buchautor
- Rocholl, Jörg (* 1973), deutscher Wirtschaftswissenschaftler
- Rocholl, Peter (* 1929), deutscher Fernsehjournalist, Produzent, Regisseur und Autor
- Rocholl, Rudolf (1822–1905), lutherischer Theologe
- Rocholl, Theodor (1854–1933), deutscher Maler, Grafiker und Schriftsteller
- Rocholl, Theodor (1891–1978), deutscher Schauspieler und Übersetzer
- Rochon de Chabannes, Marc-Antoine-Jacques (1730–1800), französischer Dramatiker
- Rochon, Debbie (* 1968), kanadische Schauspielerin
- Rochon, Esther (* 1948), franko-kanadische Schriftstellerin von Fantasy- und Science-Fiction-Literatur
- Rochon, Lela (* 1964), US-amerikanische SchauspielerinLela Rochon (* 1964)

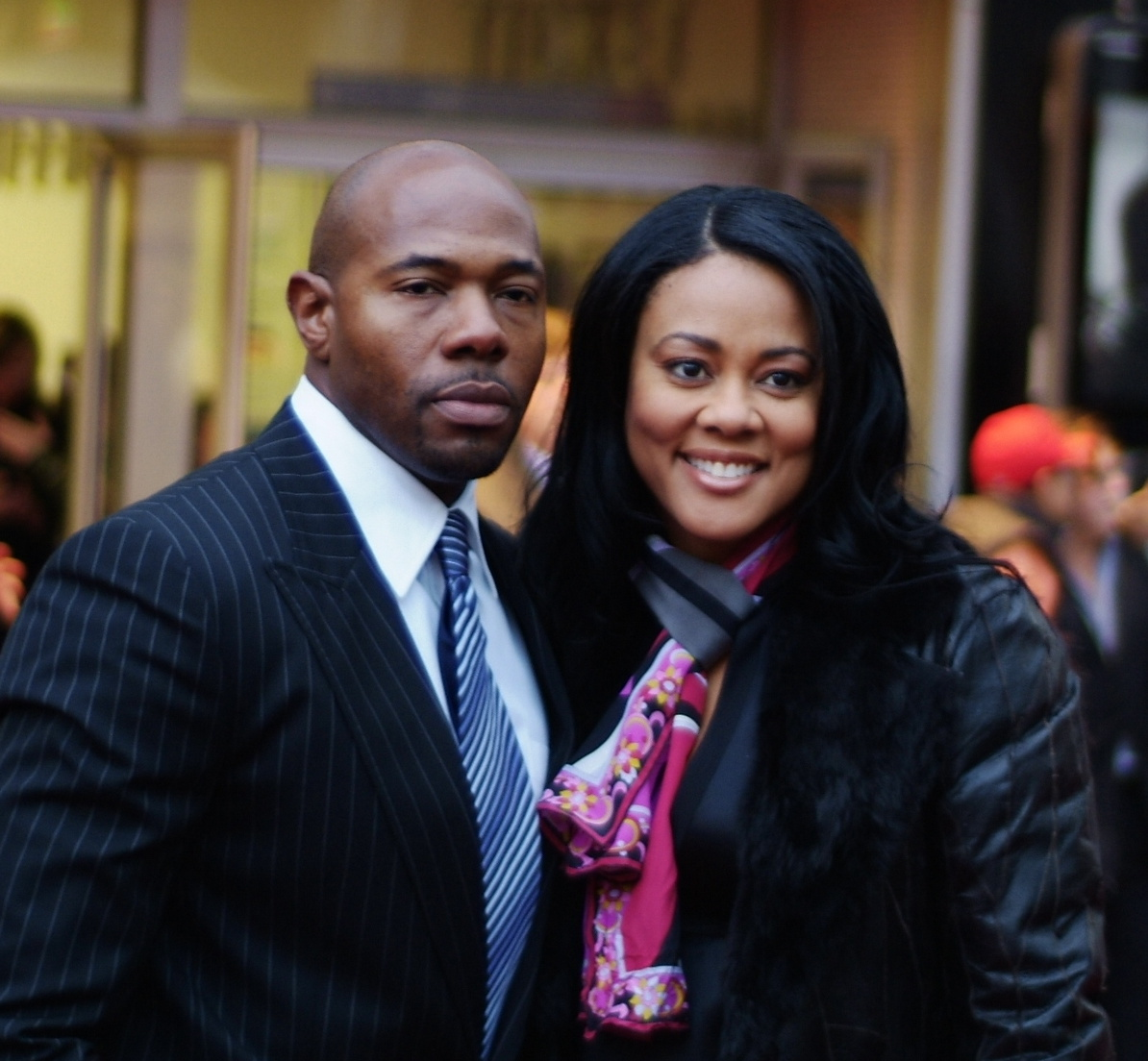
Lela Rochon (* 1964)

- Rochon, Olivier (* 1989), kanadischer Freestyle-Skisportler
- Rochon, Pierre-Yves (* 1946), französischer Innenarchitekt
- Rochon, Stéphane (* 1974), kanadischer Freestyle-Skisportler
- Rochot, Bernard (1900–1971), französischer Wissenschaftshistoriker
- Rochow, Adolf Friedrich von (1758–1813), preußischer Kammerherr und Gutsbesitzer
- Rochow, Adolf von (1788–1869), Gutsbesitzer, preußischer Oberst, Landtagsmarschall, Hofmarschall, Kommendator des Johanniterordens
- Rochow, Aemilius Friedrich von (1692–1759), kursächsischer General der Infanterie
- Rochow, Bernhard von (1808–1889), sächsischer Gutsbesitzer und Politiker, Mitglied der Ersten Kammer des Sächsischen Landtags
- Rochow, Carl Friedrich von (1746–1811), Geheimer Finanzrat und Amtshauptmann, Rittergutsbesitzer
- Rochow, Christiane Louise von (1734–1808), preußische Gutsbesitzerin und Sozialreformerin
- Rochow, Eugene G. (1909–2002), US-amerikanischer Chemiker
- Rochow, Friedrich Eberhard von (1734–1805), preußischer Gutsbesitzer und SchulreformerFriedrich Eberhard von Rochow (1734–1805)

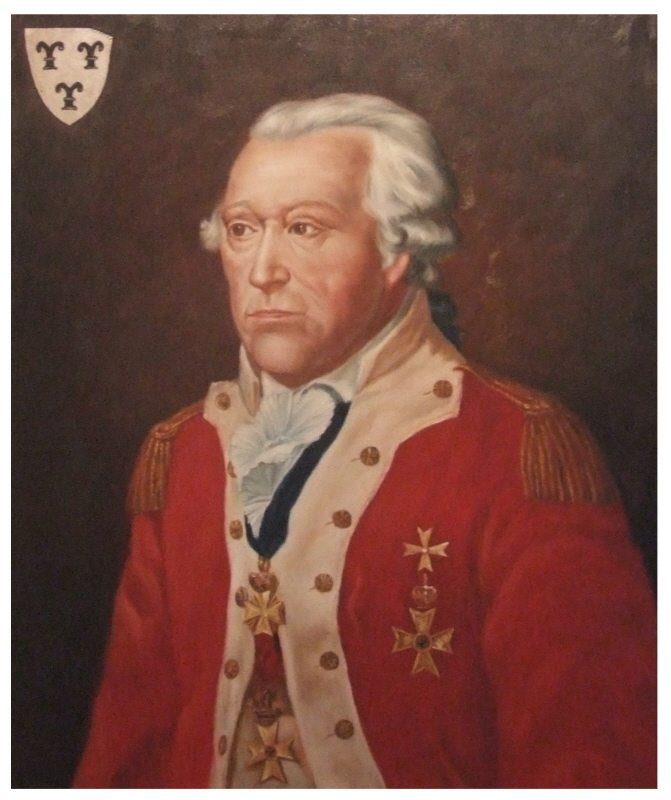
Friedrich Eberhard von Rochow (1734–1805)

- Rochow, Friedrich Ludwig II. von (1701–1760), polnischer und sächsischer Kammerherr
- Rochow, Friedrich Ludwig von (1745–1808), deutscher Gutsbesitzer
- Rochow, Friedrich Wilhelm von (1689–1759), preußischer Generalleutnant, Chef des Kürassier-Regiments Nr. 8, Träger des Schwarzen Adlerordens
- Rochow, Friedrich Wilhelm von (1690–1764), preußischer Staatsminister
- Rochow, Gustav von (1792–1847), preußischer Staatsminister und Innenminister
- Rochow, Hans Friedrich von (1698–1787), preußischer Generalleutnant und Berliner Kommandant während des Siebenjährigen Krieges
- Rochow, Hans von (1596–1660), kurfürstlich sächsischer und brandenburgischer Obrist, Heerführer im Dreißigjährigen Krieg
- Rochow, Hans von (1824–1891), preußischer Gutsbesitzer und Politiker
- Rochow, Hans Wichard von (1898–1945), deutscher Offizier, SA-Mitglied, Domherr zu Brandenburg
- Rochow, Hans Zacharias von (1603–1654), deutscher Geheimrat, Kanzler und Premierminister
- Rochow, Harry von (1881–1945), deutscher Reitsportler
- Rochow, Margita von (1921–1974), deutsche Botanikerin
- Rochow, Mathias (* 1975), deutscher Politiker (NPD)
- Rochow, Moritz August von (1609–1653), kurbrandenburgischer und kaiserlicher Obrist und Obrist-Feldwachtmeister
- Rochow, Samuel Friedrich von (1641–1728), kurhessischer Staatsminister und Gutsbesitzer
- Rochow, Stefan (* 1976), deutscher Politiker (NPD)Stefan Rochow (* 1976)

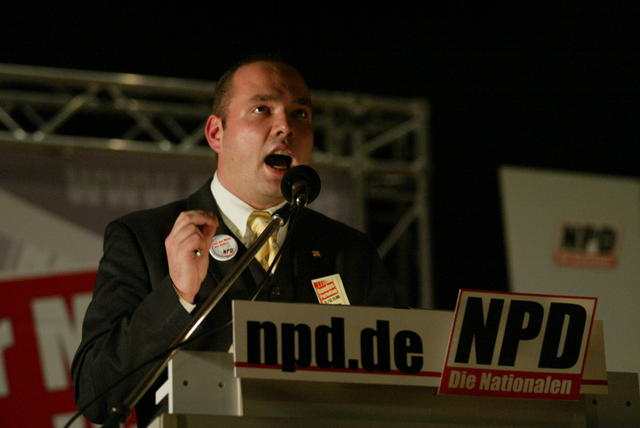
Stefan Rochow (* 1976)

- Rochow, Theodor von (1794–1854), preußischer Generalleutnant, preußischer Gesandter in Sankt Petersburg
- Rochow, Wichard von (1822–1886), preußischer Generalmajor
- Rochow, Wichard von (1848–1921), Gutsbesitzer und preußischer Politiker
- Rochow-Plessow, Rochus III. von (1828–1896), Ehrenkämmerer des Papstes, Ehrenritter des Malteserordens und königlich preußischer Major, Publizist und Politiker
- Rochowanski, Emil (1845–1908), österreichischer Jurist und Politiker
- Rochowanski, Leopold Wolfgang (1888–1961), österreichischer Journalist

#### Rochs
- Rochs, Hugo (1849–1934), deutscher Mediziner

#### Rochu
- Rochus von Montpellier, Heiliger, Schutzpatron der Pestkranken und HaustiereRochus von Montpellier

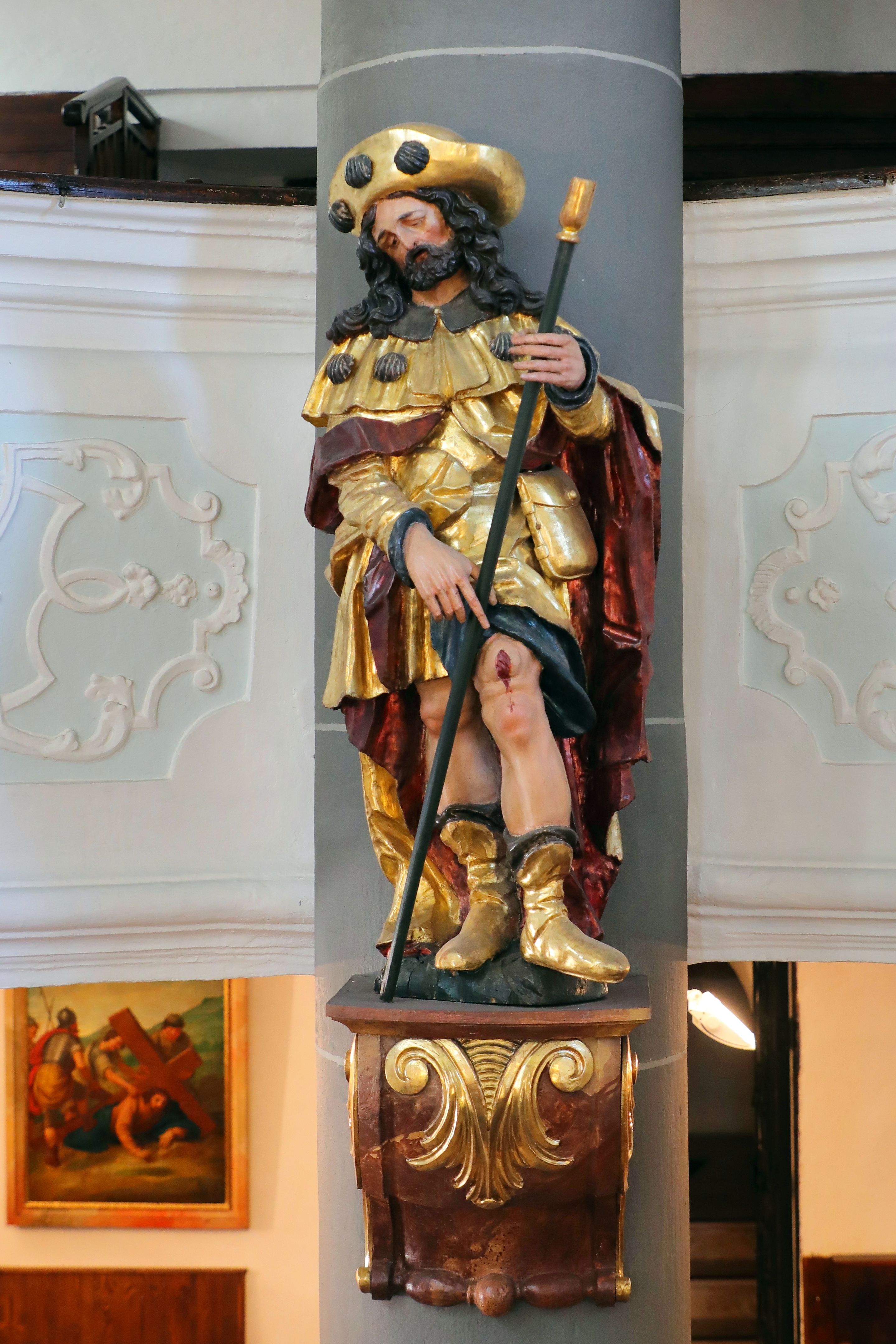
Rochus von Montpellier

- Rochus, Christophe (* 1978), belgischer Tennisspieler
- Rochus, Olivier (* 1981), belgischer Tennisspieler
- Rochus, Ottilie (1928–2016), österreichische Politikerin (ÖVP), Abgeordnete zum Burgenländischen Landtag, Abgeordnete zum Nationalrat
- Rochussen, Charles (1814–1894), niederländischer Historienmaler, Illustrator, Aquarellist, Radierer und Lithograf
- Rochussen, Frank (1873–1955), Chemiker
- Rochussen, Jan Jacob (1797–1871), niederländischer Staatsmann
- Rochussen, Willem Frederik (1832–1912), niederländischer Diplomat und Politiker, Außenminister

### Roci
- Ročius, Marijonas (* 1963), litauischer Fernschachspieler

### Rock
- Rock, Andrew (* 1982), US-amerikanischer Leichtathlet
- Rock, Angela (* 1963), US-amerikanische Volleyball- und Beachvolleyballspielerin
- Rock, Arthur (* 1926), US-amerikanischer Unternehmer
- Rock, Blossom (1895–1978), US-amerikanische Schauspielerin
- Rock, Bob (* 1954), kanadischer Musikproduzent, Tontechniker und Musiker
- Rock, Bob junior (* 1949), US-amerikanischer Rennrodler
- Rock, C. V. (1906–1985), deutscher Schriftsteller
- Rock, Chris (* 1965), US-amerikanischer Filmschauspieler, Komiker und FilmregisseurChris Rock (* 1965)

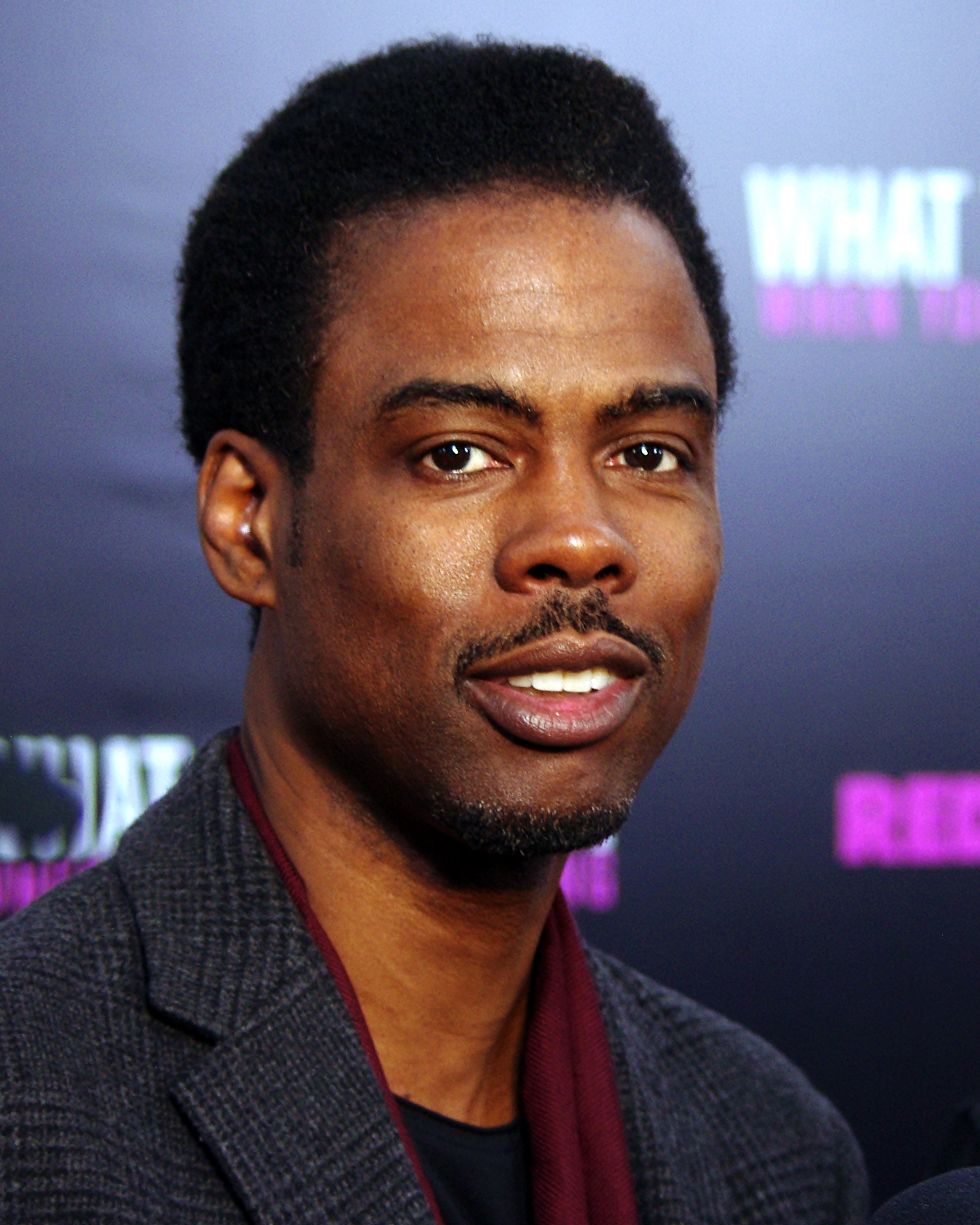
Chris Rock (* 1965)

- Rock, Darmani (* 1996), US-amerikanischer Boxer
- Rock, Dickie (1936–2024), irischer Sänger
- Röck, Dieter (1933–2023), deutscher Betriebswirt und Senator (Bayern)
- Rock, Edelhard (1908–1985), deutscher Buchdrucker, Verleger und Politiker (Zentrum, später CDU), MdB
- Rock, Elke (* 1983), österreichische Hörfunk- und Fernsehmoderatorin
- Rock, Frank (* 1970), deutscher Politiker (CDU), MdL
- Röck, Fritz (1879–1953), österreichischer Ethnologe, Altorientalist und Altamerikanist
- Röck, Heinrich (1928–2020), deutscher Chemiker
- Rock, Helga (* 1951), deutsche Politikerin (Bündnis 90/Die Grünen), MdB
- Röck, Irmela (* 1937), deutsche Malerin
- Rock, Jamie Paul, kanadischer Produzent von Fernsehserien und Filmen
- Röck, Jan (* 1976), deutscher Pianist und Komponist
- Röck, Joachim (1744–1810), österreichischer Benediktiner und Abt
- Rock, Joachim (* 1974), Hauptgeschäftsführer des Deutschen Paritätischen Wohlfahrtsverbandes
- Rock, Joe (1893–1984), US-amerikanischer Schauspieler, Regisseur, Filmproduzent und Drehbuchautor
- Rock, Johann Friedrich (1678–1749), deutscher Pietist und Mystiker
- Rock, John (1825–1866), US-amerikanischer Abolitionist
- Rock, John (1890–1984), US-amerikanischer Gynäkologe
- Rock, Joseph Francis (1884–1962), österreichisch-amerikanischer Forscher, Geograf, Sprachwissenschaftler und Botaniker
- Rock, Josh (* 2001), nordirischer DartspielerJosh Rock (* 2001)

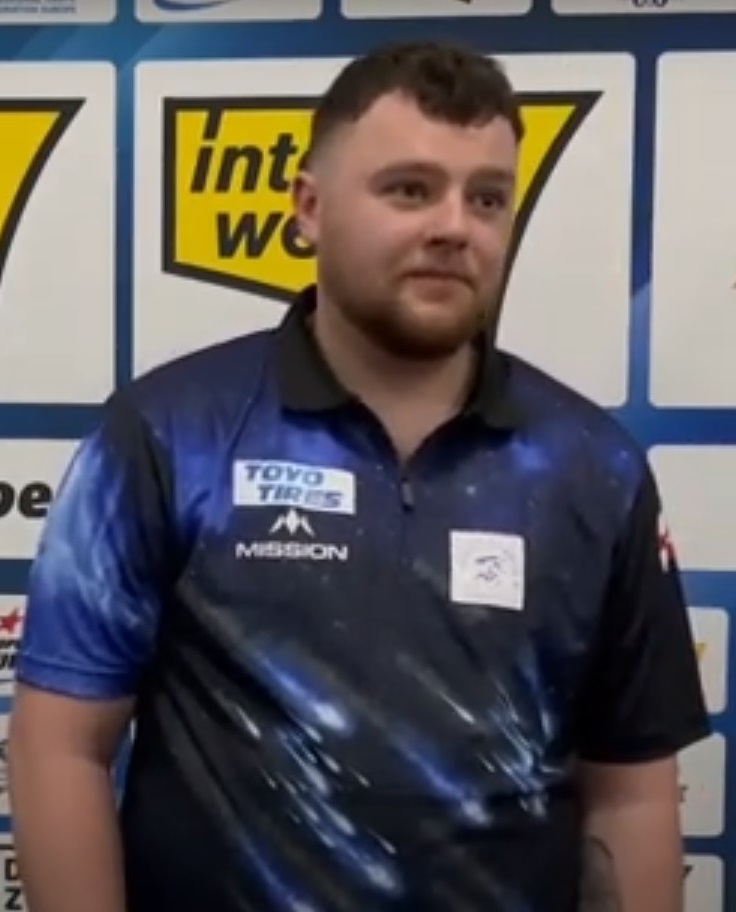
Josh Rock (* 2001)

- Rock, Karl, neuseeländischer Reise-Vlogger und YouTuber
- Röck, Karl (1883–1954), österreichischer Autor
- Rock, Manfred (1926–2011), deutscher Fußballspieler
- Röck, Manuela (* 1973), deutsche Sängerin, Musicaldarstellerin, Komponistin und Musikpädagogin
- Rock, Margaret (1903–1983), britische Kryptoanalytikerin
- Rock, Martin (1932–1997), deutscher römisch-katholischer Theologe und Professor für Sozialethik
- Rock, Mick (1948–2021), britischer Fotograf
- Rock, Neil (* 2000), englischer Cricketspieler
- Rock, Noel (* 1987), irischer Politiker
- Rock, Pete (* 1970), US-amerikanischer DJ, Musikproduzent und RapperPete Rock (* 1970)

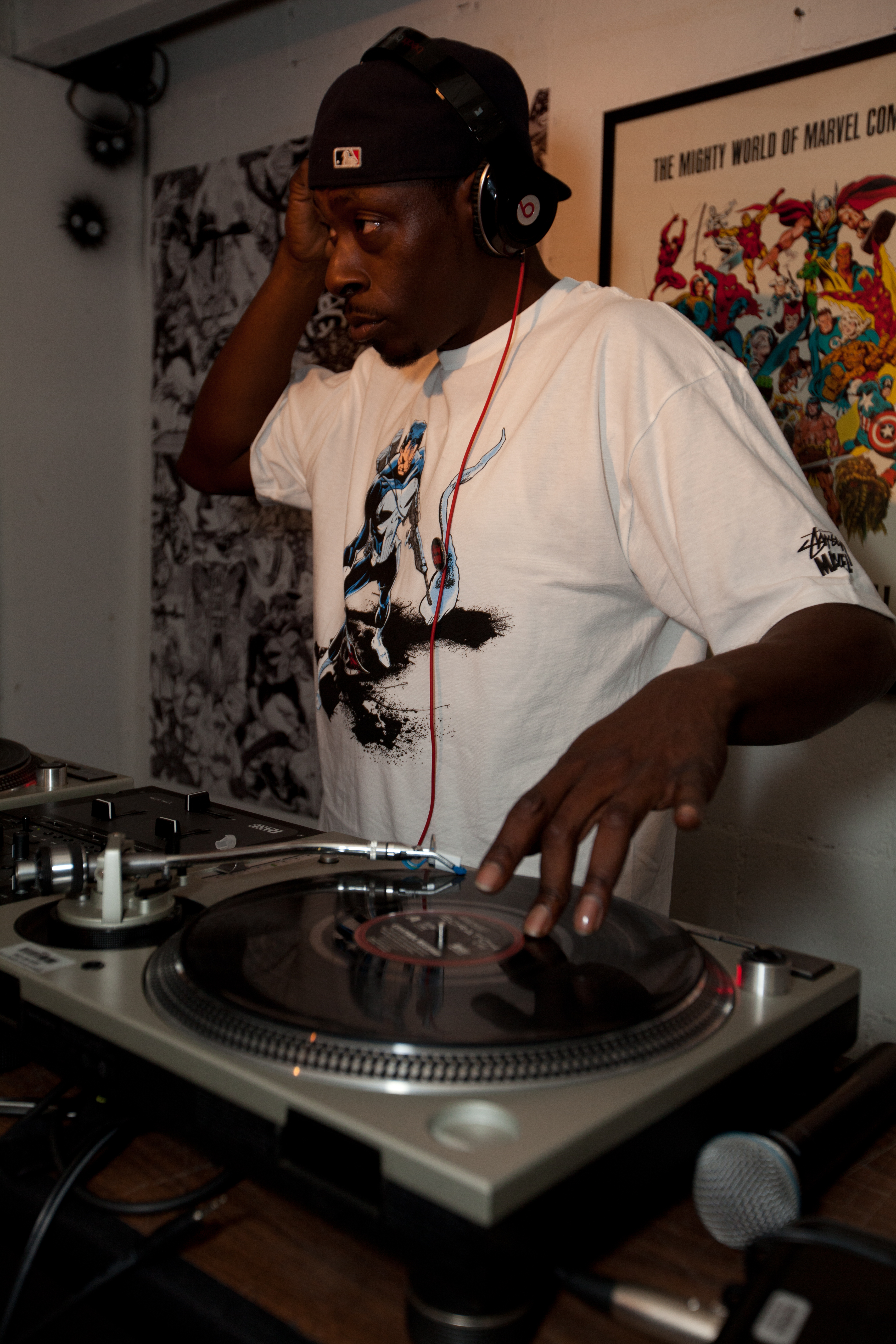
Pete Rock (* 1970)

- Rock, Peter (1941–2021), deutscher Fußballspieler
- Rock, Peter (1945–2016), chilenischer Sänger österreichischer Herkunft
- Rock, René (* 1967), deutscher Politiker (FDP), MdL
- Rock, Richard († 1777), deutscher Arzt
- Rock, Rob, US-amerikanischer Metal-Sänger
- Rock, Robert (* 1977), englischer Golfer
- Rock, Robert L. (1927–2013), US-amerikanischer Politiker
- Rock, Sibyl M. (1909–1981), US-amerikanische Mathematikerin und Informatikerin
- Rock, Simon (* 1988), deutscher Politiker (Bündnis 90/Die Grünen), MdL
- Rock, Verena (* 1979), deutsche Betriebswirtin
- Rock, Zé do (* 1956), brasilianischer Schriftsteller, lebt in Deutschland
- Rockafellar, Ralph Tyrrell (* 1935), US-amerikanischer Mathematiker
- Rockas, Angelique (* 1951), griechisch-südafrikanische Schauspielerin und Theaterproduzentin
- Rockburne, Dorothea (* 1934), kanadische Malerin
- Rocke, Alan (* 1948), amerikanischer Chemiehistoriker
- Röcke, Anja (* 1978), deutsche Soziologin
- Rocke, Dorothee (* 1949), deutsche Künstlerin
- Röcke, Heinrich (1914–2006), deutscher Architekt und Hochschullehrer
- Rocke, Paul (1870–1936), deutscher Syndikus, Volkswirtschaftler, Bankmanager, Schulleiter, Privatdozent und Sachbuch-Autor
- Röcke, Werner (1944–2022), deutscher Literaturwissenschaftler und Mediävist
- Rockefeller, David (1915–2017), US-amerikanischer Bankmanager und Philanthrop
- Rockefeller, Frank (1845–1917), US-amerikanischer Geschäftsmann und Viehzüchter
- Rockefeller, Happy (1926–2015), US-amerikanische Politikergattin, Gattin des US-Vizepräsidenten Nelson A. Rockefeller
- Rockefeller, James Stillman (1902–2004), US-amerikanischer Ruderer
- Rockefeller, Jay (* 1937), US-amerikanischer Politiker
- Rockefeller, John D. (1839–1937), US-amerikanischer UnternehmerJohn D. Rockefeller (1839–1937)

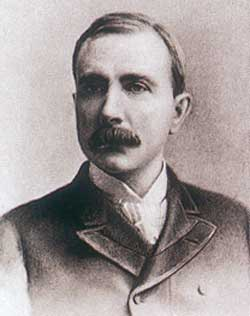
John D. Rockefeller (1839–1937)

- Rockefeller, John D. III (1906–1978), US-amerikanischer Präsident der Rockefeller-Stiftung
- Rockefeller, John D. Jr. (1874–1960), US-amerikanischer Philanthrop
- Rockefeller, Laura Spelman (1839–1915), Ehefrau von John Davison Rockefeller
- Rockefeller, Laurance (1910–2004), US-amerikanischer Milliardär, Mäzen im Bereich Umweltschutz, Ökologie und der medizinischen Forschung
- Rockefeller, Lewis K. (1875–1948), US-amerikanischer Politiker
- Rockefeller, Michael (* 1938), US-amerikanischer Ethnologe und Photograph
- Rockefeller, Nelson (1908–1979), US-amerikanischer Politiker, Vizepräsident der Vereinigten StaatenNelson Rockefeller (1908–1979)

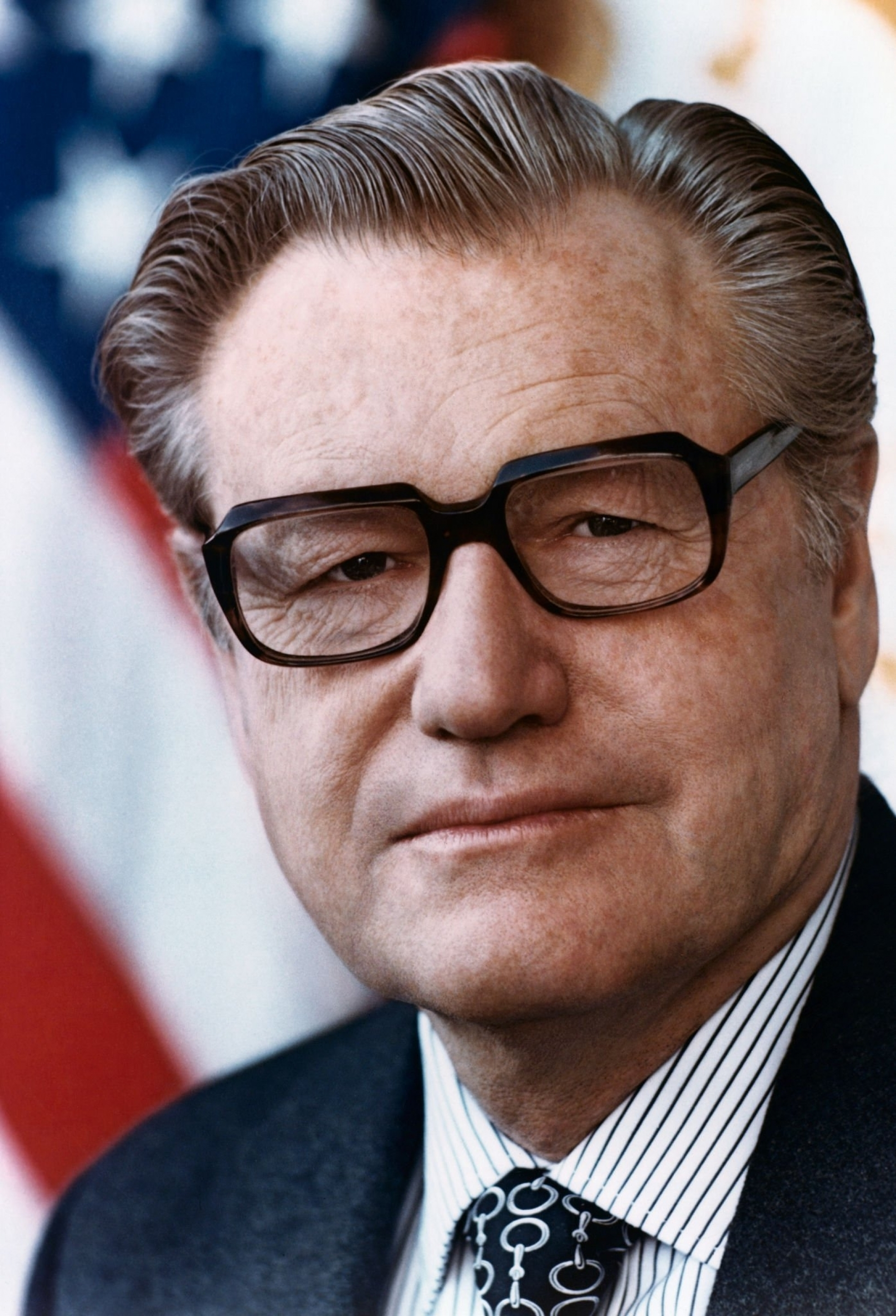
Nelson Rockefeller (1908–1979)

- Rockefeller, Percy Avery (1878–1934), US-amerikanischer Unternehmer
- Rockefeller, William (1841–1922), US-amerikanischer Wirtschaftsmagnat
- Rockefeller, William Sr. (1810–1906), US-amerikanischer Händler und Hausierer

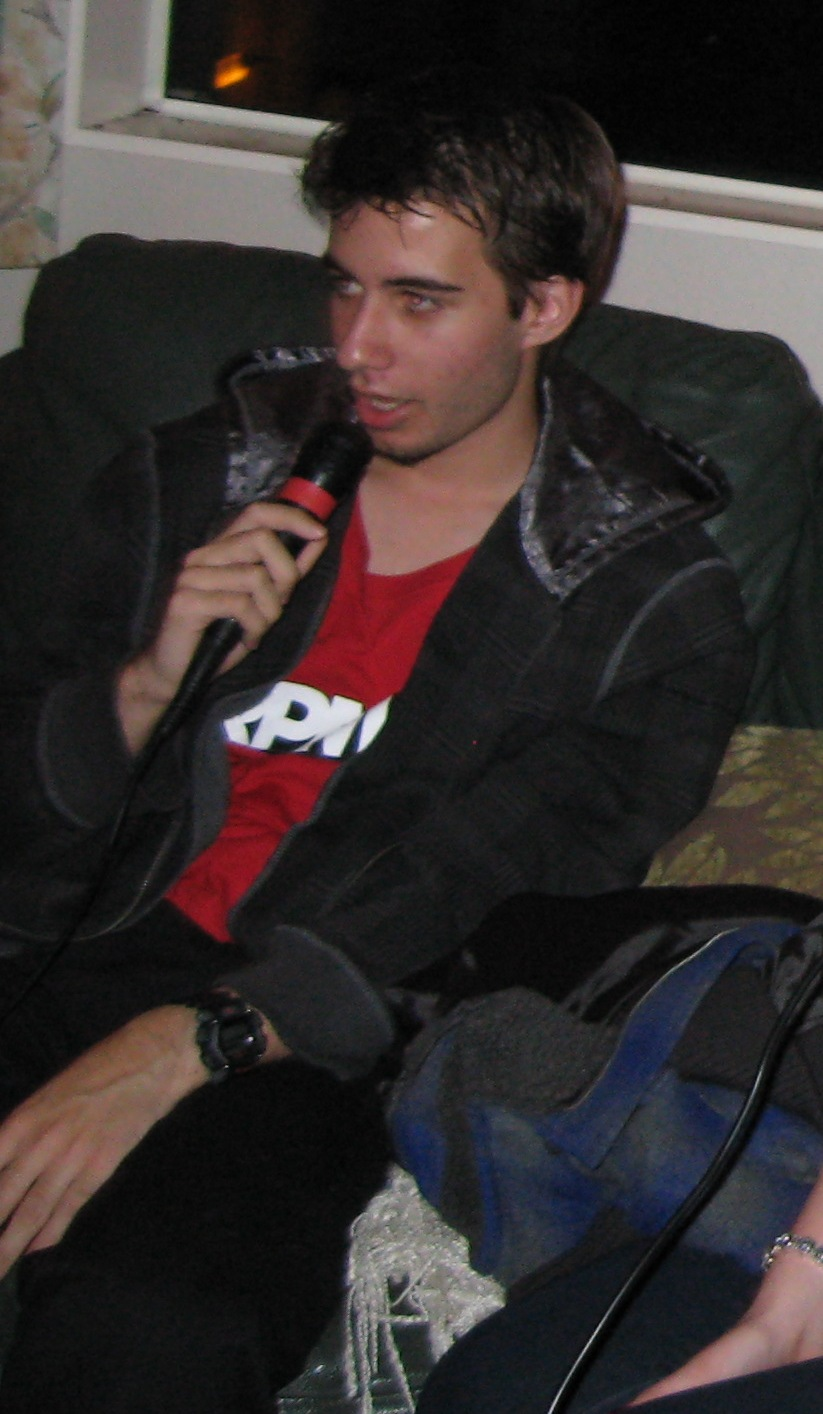
Hal Rockland (* 1975)

- Rockefeller, Winthrop (1912–1973), US-amerikanischer Politiker
- Rockefeller, Winthrop Paul (1948–2006), US-amerikanischer Politiker
- Röckel, August (1814–1876), deutscher Komponist und Dirigent
- Röckel, Elisabeth (1793–1883), deutsche Opernsängerin (Sopran)
- Röckel, Joseph August (1783–1870), deutscher Opernsänger (Tenor) und Theaterprinzipal
- Röckel, Louisabeth (1841–1913), deutsche Schauspielerin
- Rockel, Ronny (* 1972), deutscher Bodybuilder
- Röckel, Susanne (* 1953), deutsche Schriftstellerin und literarische Übersetzerin
- Röckel, Wilhelm (1801–1843), deutscher Historienmaler
- Röckelein, Hedwig (* 1956), deutsche Historikerin
- Rockemann, Margarethe († 1669), Opfer der Hexenprozesse
- Röckemann, Thomas (* 1965), deutscher Anwalt und Politiker (AfD), MdL
- Röcken, Christoph (* 1962), deutscher Pathologe
- Rockenbach, Bettina (* 1963), deutsche Wirtschaftswissenschaftlerin
- Rockenbach, Samuel D. (1869–1952), US-amerikanischer Brigadegeneral, Chef des U.S. Army Tank Corps
- Rockenbach, Thiago (* 1985), brasilianischer Fußballspieler
- Rockenbauch, Hannes (* 1980), deutscher Architekt, Kommunalpolitiker und politischer Aktivist
- Rockenbauch, Johann Conrad (1639–1684), Bürgermeister von Heilbronn
- Rockendorf, Siegfried (1950–2000), deutscher Koch
- Rockenfeller, Mike (* 1983), deutscher AutomobilrennfahrerMike Rockenfeller (* 1983)

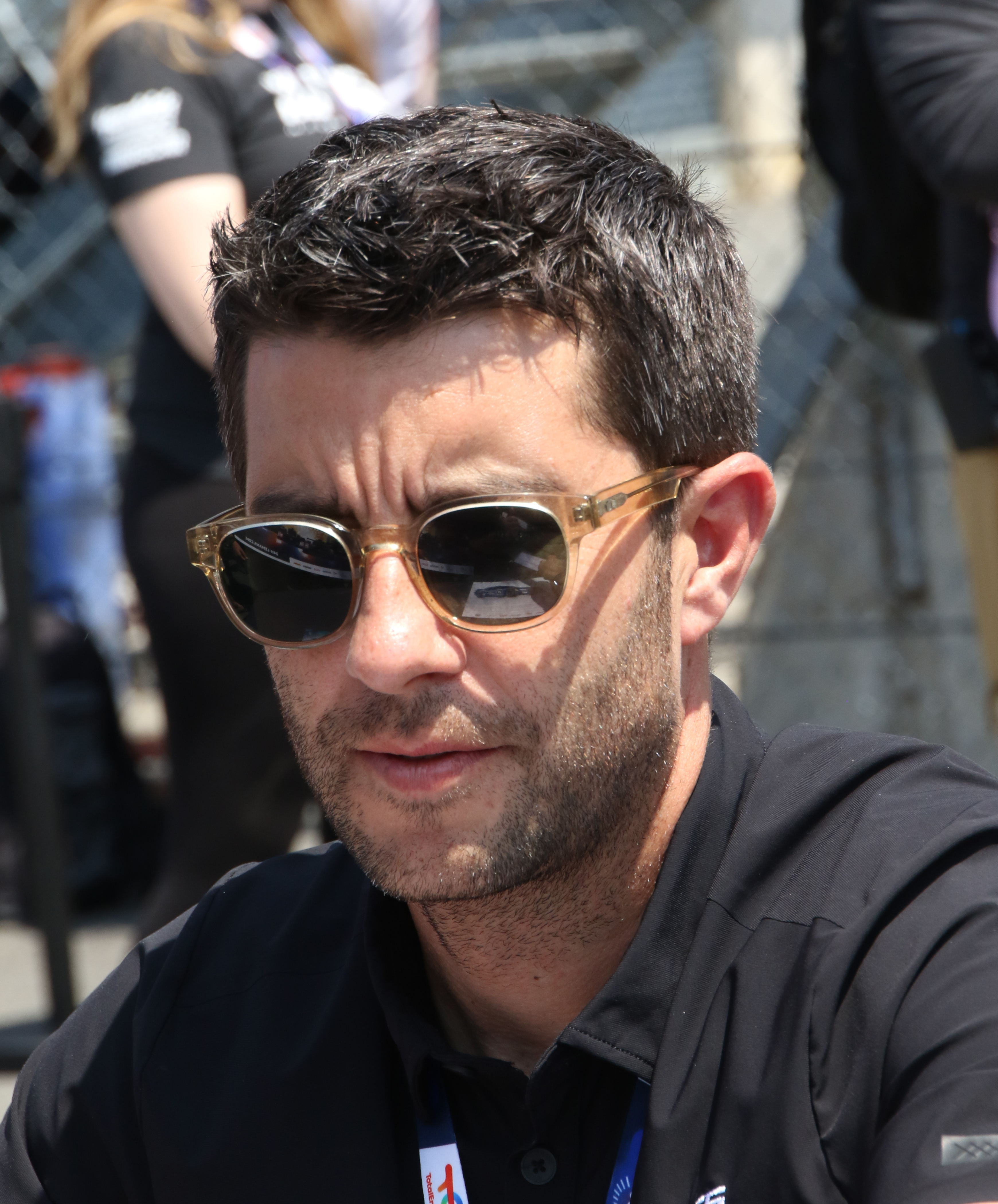
Mike Rockenfeller (* 1983)

- Röckenhaus, Freddie (* 1956), deutscher Journalist und Dokumentarfilmer
- Rockenschaub, Daniela (* 1981), österreichische Schönheitskönigin, Miss Austria 2001
- Rockenschaub, Gerwald (* 1952), österreichischer Künstler
- Rockenschaub, Johann (1886–1968), österreichischer Politiker (CS, ÖVP), Landtagsabgeordneter
- Rockenschaub, Michael (* 1954), österreichischer Politiker (FPÖ), Mitglied im Österreichischen Bundesrat
- Rockenschaub, Ruth (* 1953), österreichisch-deutsche Schauspielerin, Synchronsprecherin, Moderatorin und bildende Künstlerin
- Rockenthien, Johann († 1739), sachsen-weißenfelsischer Geheimer Rat und Oberamtmann
- Rockenthien, Johann Paul († 1752), sachsen-weißenfelsischer und kursächsischer Amtmann
- Röckenwagner, Josef (1942–2016), deutscher Fußballspieler
- Röcker, Beda (* 1913), deutsche Politikerin (SED)
- Röcker, Benedikt (* 1989), deutscher FußballspielerBenedikt Röcker (* 1989)

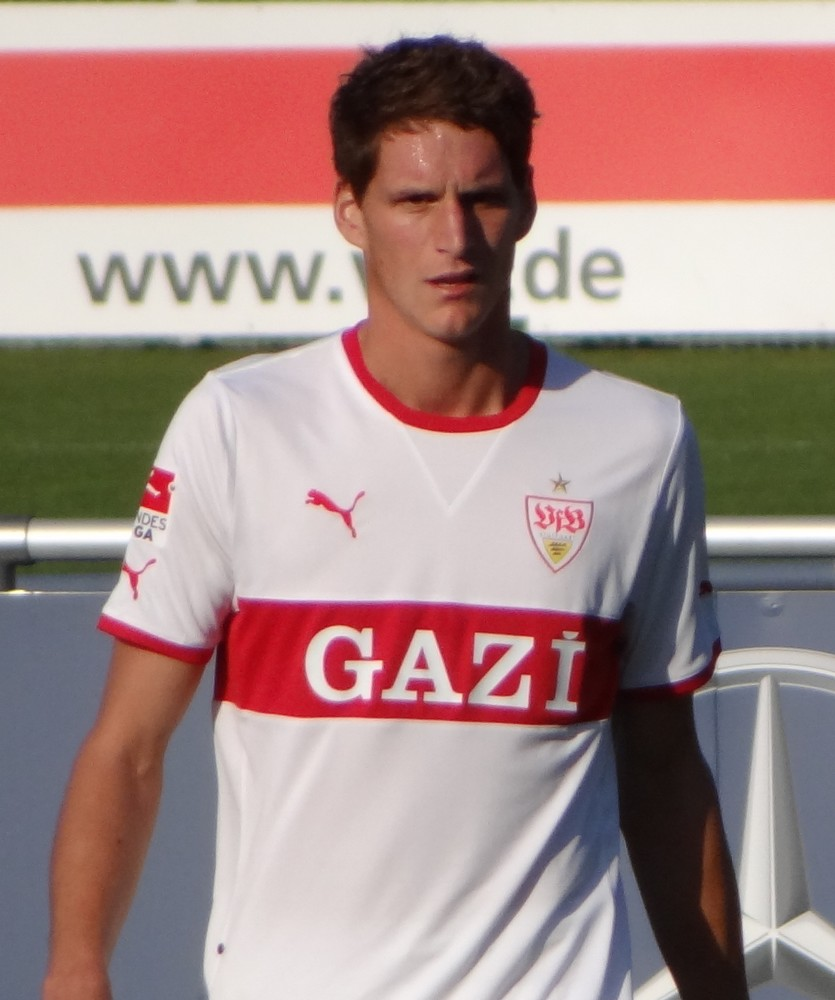
Benedikt Röcker (* 1989)

- Röcker, Bernd (* 1942), deutscher Lokalhistoriker und Autor
- Rocker, Carsten (* 1969), deutscher Komponist, Filmkomponist und Produzent
- Röcker, Cimo (* 1994), deutscher Fußballspieler
- Rocker, Fermin (1907–2004), englischer Maler
- Röcker, Hermann (1863–1934), deutscher Jurist
- Röcker, Joachim (* 1922), deutscher Schauspieler, Synchronsprecher und Kabarettist
- Rocker, Kurt (1928–2020), deutscher Politiker (CDU), MdL
- Rocker, Lee (* 1961), US-amerikanischer BassistLee Rocker (* 1961)

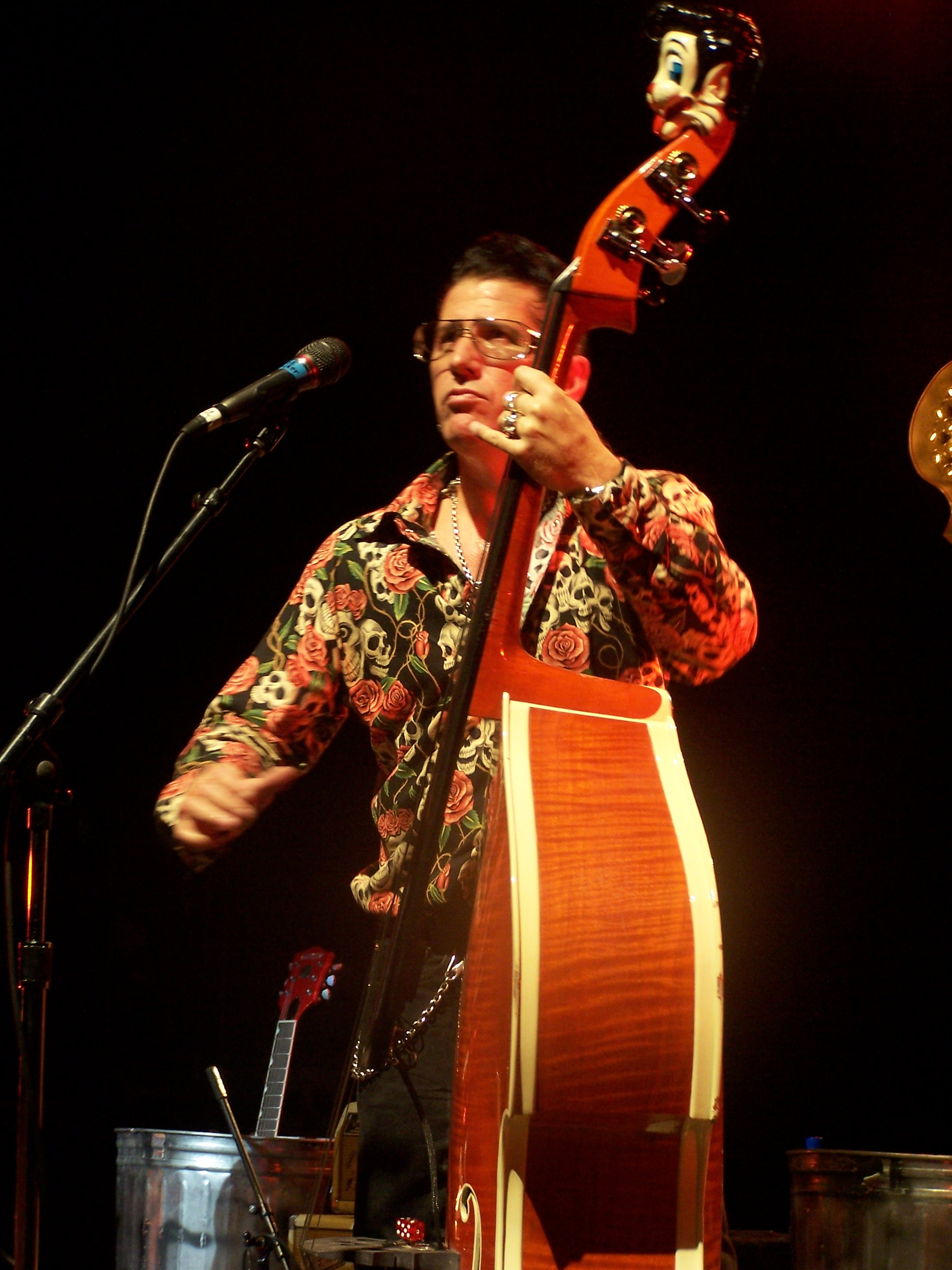
Lee Rocker (* 1961)

- Rocker, Rudolf (1873–1958), deutscher Anarchist und Anarchosyndikalist
- Röckerath, Christoph (* 1973), deutscher Redakteur und Journalist
- Rocket Summer, The (* 1982), US-amerikanischer Rockmusiker
- Rocket, Charles (1949–2005), US-amerikanischer Schauspieler
- Rocket, Randy, deutscher Fotograf und Filmemacher
- Rockett, Eliot (* 1966), Kameramann
- Rockett, Norman (1911–1996), US-amerikanischer Dekorateur
- Rockhausen, George Friedrich von (1673–1752), königlich-polnischer und kurfürstlich-sächsischer Kreiskommissar
- Rockhausen, Moritz Ferdinand Gustav von (1792–1859), sächsischer Generalleutnant, Kommandant der Festung Königstein
- Rockhill, William (1793–1865), US-amerikanischer Politiker
- Rockhill, William Woodville (1854–1914), US-amerikanischer Orientalist und Diplomat
- Rockholtz, Gustav (1869–1938), deutscher Maler
- Rockinger, Josef, deutscher Fußballspieler
- Röckinger, Karl (* 1950), deutscher Kommunalpolitiker
- Rockinger, Ludwig von (1824–1914), deutscher Rechtshistoriker
- Röckl, Peter (* 1945), deutscher Dirigent und Musiker
- Röckl, Rudolf (1927–1976), österreichischer Fußballspieler und -funktionär
- Rocklage, Helma zur (* 1933), deutsche Richterin am Bundespatentgericht
- Rockland, Hal (* 1975), US-amerikanischer PornodarstellerHal Rockland (* 1975)
- Rockland, Vince (* 1973), US-amerikanischer Pornodarsteller
- Röckle, Christian (1883–1966), deutscher Missionar
- Röckle, Gerhard (1933–2022), deutscher lutherischer Pfarrer und Prälat
- Rocklin, Nicole (* 1979), US-amerikanische Filmproduzentin
- Rocklynne, Ross (1913–1988), amerikanischer Science-Fiction-Autor
- Rockman, Alexis (* 1962), US-amerikanischer Künstler
- Rockmann, Hermann (1917–1997), deutscher Hörfunk- und Fernsehreporter
- Rockmann, Manuel (* 1991), deutscher Basketballspieler
- Rockmann, Max (* 1988), deutscher Basketballspieler
- Rockmeier, Birgit (* 1973), deutsche Leichtathletin
- Rockmeier, Gabi (* 1973), deutsche Leichtathletin und Olympiateilnehmerin
- Rockmeier, Hans (1934–1999), deutscher Tischtennisspieler
- Rockmore, Clara (1911–1998), russische Instrumentalistin
- Rockmore, Tom (* 1942), US-amerikanischer Philosoph
- Rockne, Knute (1888–1931), US-amerikanischer FootballtrainerKnute Rockne (1888–1931)

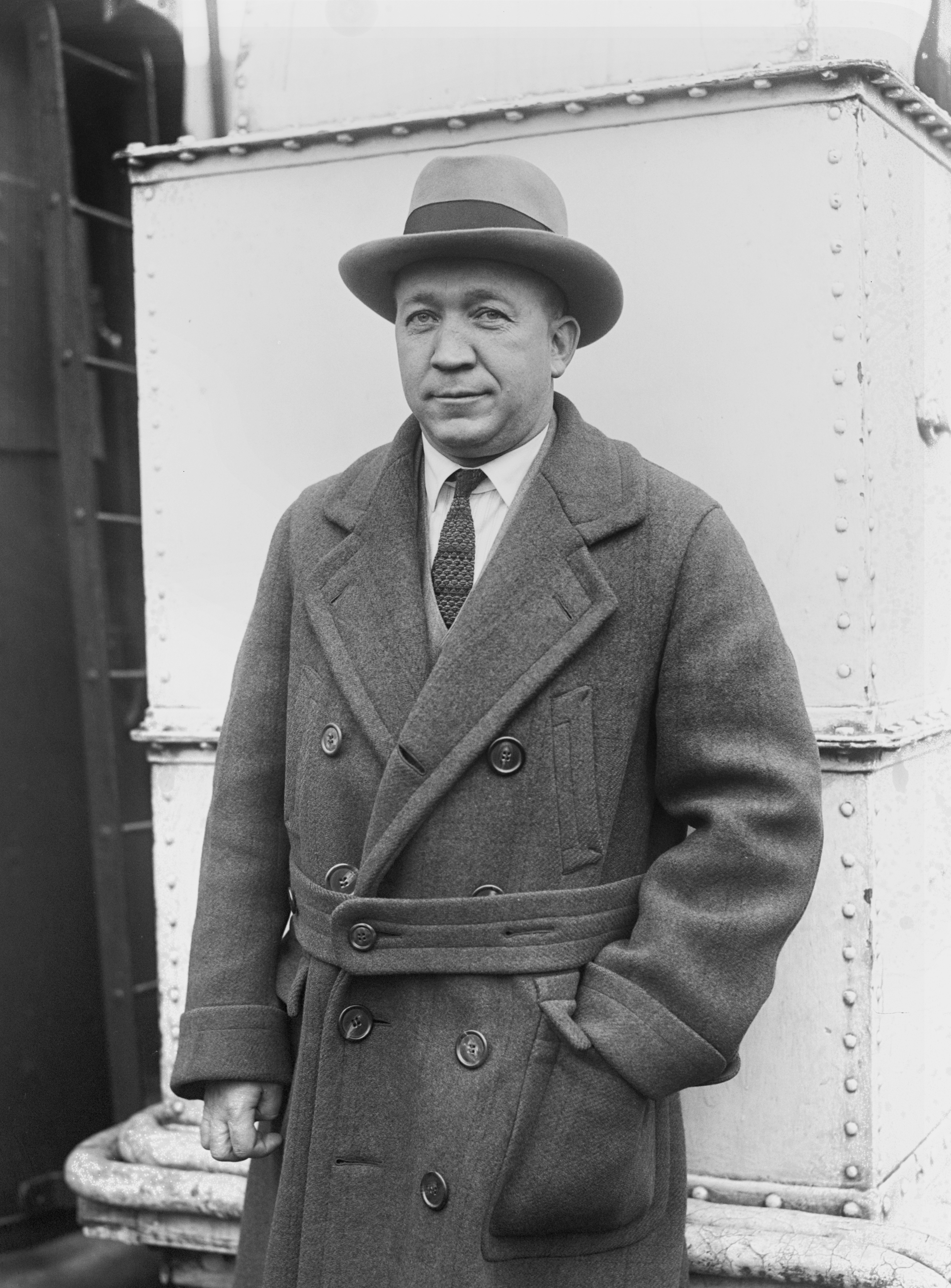
Knute Rockne (1888–1931)

- Röckner, Christian Gottlieb (1766–1828), lutherischer Geistlicher, Feldpropst der Preußischen Armee
- Röckner, Michael (* 1956), deutscher Mathematiker
- Rockossian, Giuseppe (1848–1931), Geistlicher der Armenisch-katholischen Kirche und Patriarch von Istanbul
- Rockrohr, Richard (1901–1979), deutscher Politiker (BHE), MdL
- Rocks, Ramona (1980–2021), deutsche Musikerin und Sprecherin
- Rocksien, Jens (* 1946), deutscher Politiker (SPD), MdHB
- Rocksien, Michael (* 1966), deutscher Handballspieler
- Rockster (* 1984), deutscher DJ und Musikproduzent
- Rockstone, Reggie, ghanaischer Rapper
- Rockstroh, Anna (* 1998), deutsche Skilangläuferin
- Rockstroh, Brigitte (* 1950), deutsche Psychologin und Hochschullehrerin
- Rockstroh, Christa (* 1953), deutsche Schauspielerin
- Rockstroh, Christian, erzgebirgischer Hammerherr
- Rockstroh, Falk (* 1958), deutscher Schauspieler
- Rockstroh, Heinz (1920–1987), deutscher Urologe und Hochschullehrer
- Rockstroh, Knud Christian (1860–1942), dänischer Offizier und Militärhistoriker
- Rockstroh, Ronny (* 1973), deutscher DJRonny Rockstroh (* 1973)

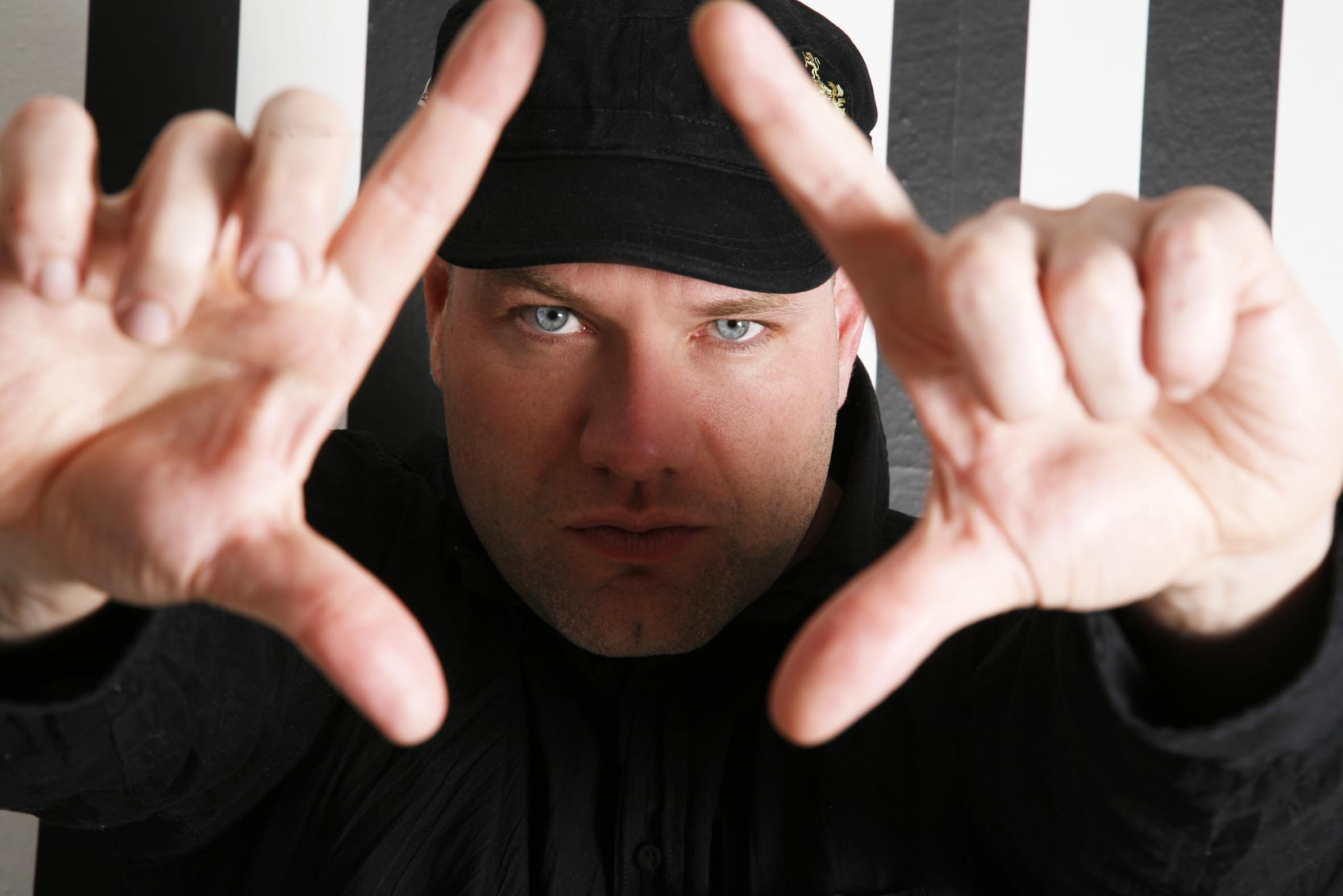
Ronny Rockstroh (* 1973)

- Rockström, Johan (* 1965), schwedischer Resilienzforscher
- Rockstuhl, Harald (* 1957), deutscher Verleger und Autor
- Rockstuhl, Peter Ernst (1764–1824), baltendeutscher Miniaturmaler und Silhouettenkünstler
- Rockstuhl, Werner (* 1935), deutscher Autor von Sachbüchern zur Lokalgeschichte Thüringens
- Rockwell (* 1964), US-amerikanischer R&B-Sänger
- Rockwell, A. V., US-amerikanische Filmproduzentin, Drehbuchautorin und Filmregisseurin
- Rockwell, Alexandre (* 1956), US-amerikanischer Filmregisseur
- Rockwell, Bob (* 1945), US-amerikanischer Saxophonist
- Rockwell, Corey (* 1974), US-amerikanischer Fußballschiedsrichterassistent
- Rockwell, Francis W. (1844–1929), US-amerikanischer Politiker
- Rockwell, George Lincoln (1918–1967), US-amerikanischer Gründer und Führer der American Nazi Party
- Rockwell, Hosea H. (1840–1918), US-amerikanischer Politiker
- Rockwell, John (* 1940), US-amerikanischer Musikkritiker und Autor
- Rockwell, John A. (1803–1861), US-amerikanischer Politiker
- Rockwell, Julius (1805–1888), US-amerikanischer Politiker
- Rockwell, Kate († 1957), US-amerikanische Vaudeville-Tänzerin und Sängerin
- Rockwell, Lew (* 1944), US-amerikanischer libertärer politischer Kommentator, Ökonom und Aktivist
- Rockwell, Martha (* 1944), US-amerikanische Skilangläuferin
- Rockwell, Myles (* 1972), US-amerikanischer Radsportler
- Rockwell, Norman (1894–1978), US-amerikanischer Maler und IllustratorNorman Rockwell (1894–1978)

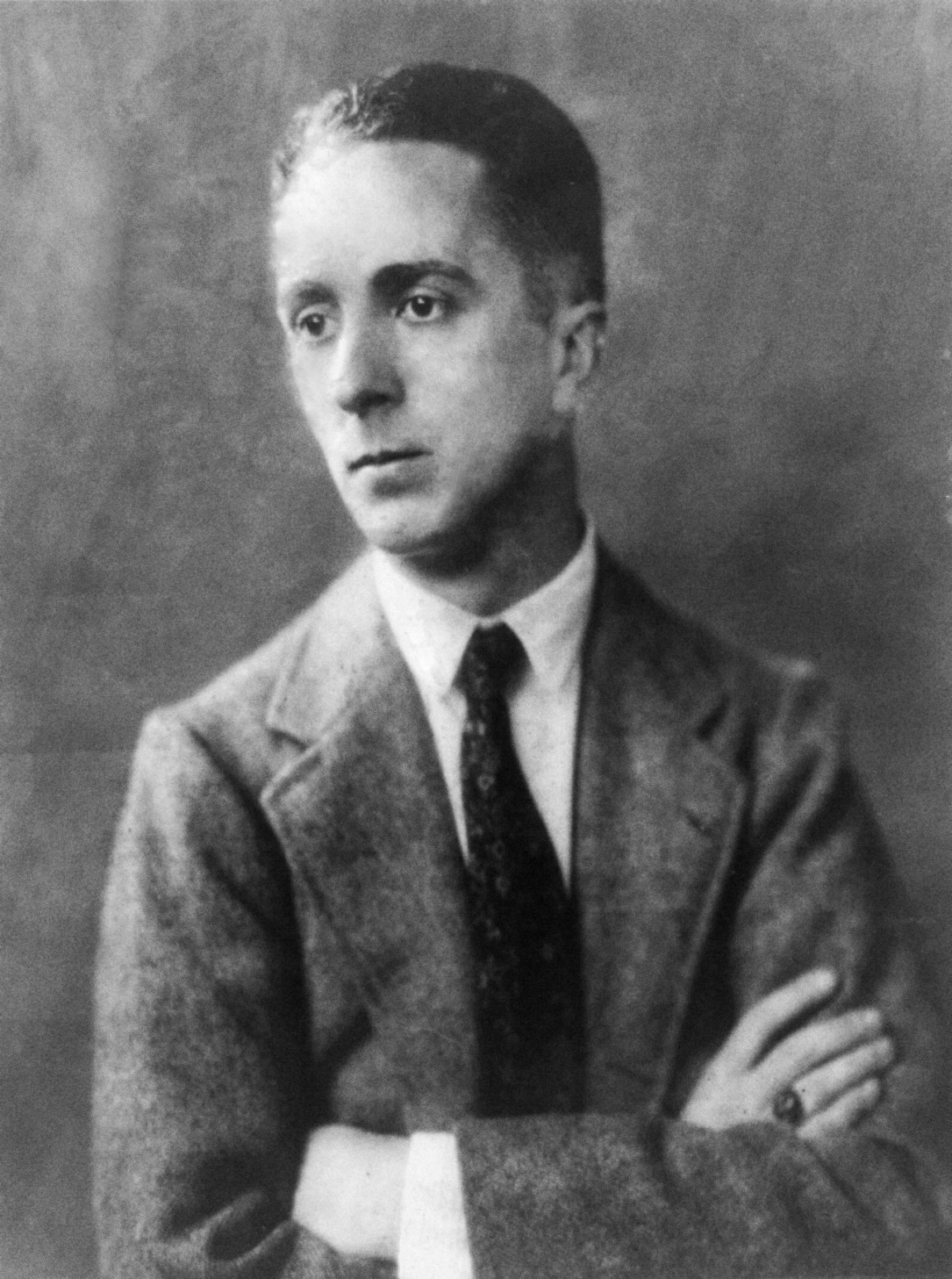
Norman Rockwell (1894–1978)

- Rockwell, Porter (1813–1878), US-amerikanischer Mormone, Leibwächter und eine Persönlichkeit des Wilden Westens
- Rockwell, Rick (* 1956), US-amerikanischer Schauspieler und Drehbuchautor
- Rockwell, Robert (1920–2003), US-amerikanischer Schauspieler
- Rockwell, Robert F. (1886–1950), US-amerikanischer Politiker
- Rockwell, Sam (* 1968), US-amerikanischer SchauspielerSam Rockwell (* 1968)

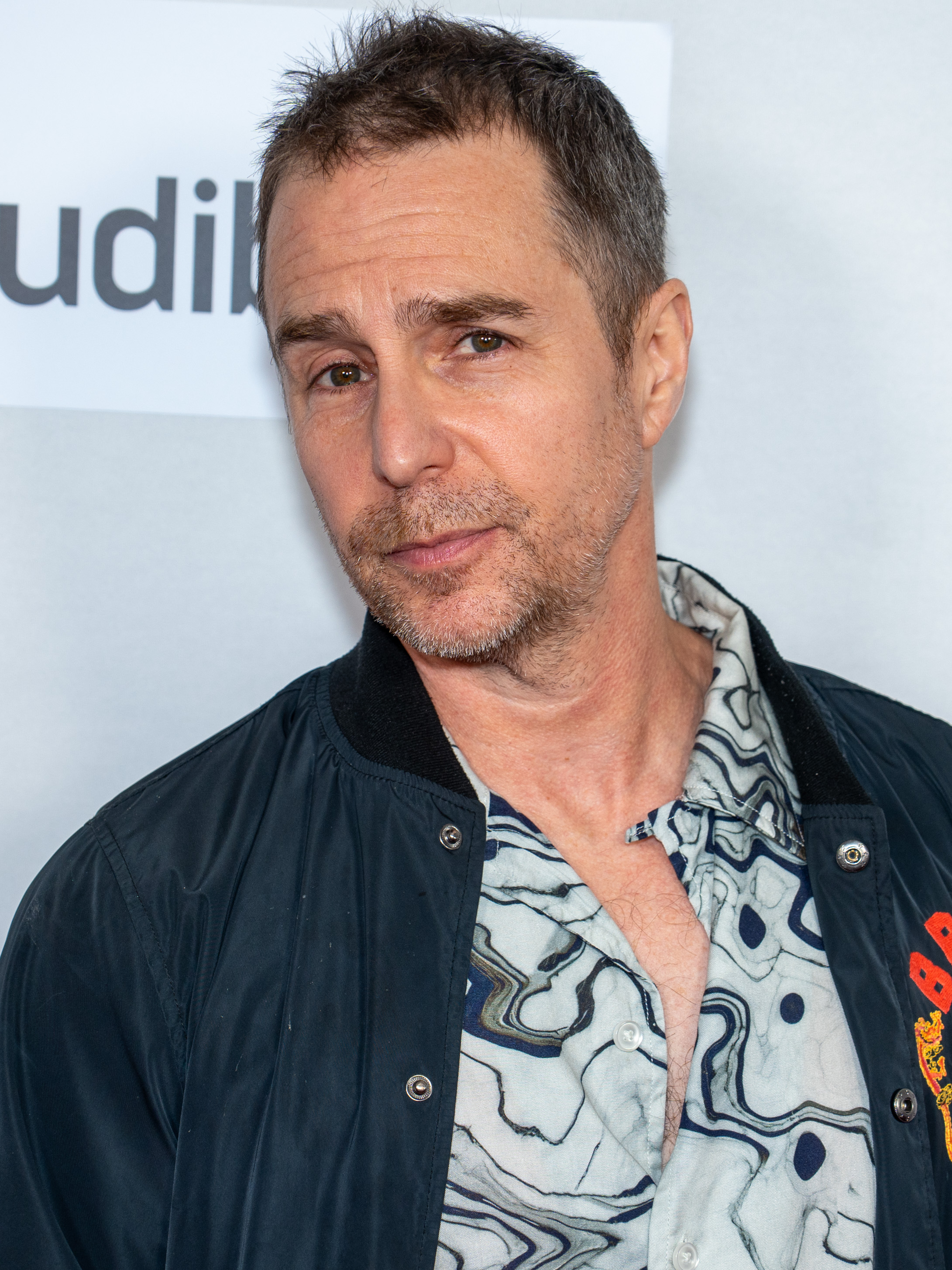
Sam Rockwell (* 1968)

- Rockwilder, US-amerikanischer Musikproduzent
- Rocky, der Irokese (1926–1987), deutscher Rocker

### Roco
- Roco, Enzo (* 1992), chilenischer Fußballspieler
- Roco, Sebastián (* 1983), chilenischer Fußballspieler
- Rocoles, Jean-Baptiste de (1620–1696), französischer Historiker
- Rocourt, Louis-Marie (1743–1824), französischer Zisterzienser und letzter Abt von Clairvaux

### Rocq
- Rocquain, Félix (1833–1925), französischer Historiker und Archivar
- Rocque, John, englischer Kartograf französischer Herkunft

### Rocu
- Rocuant, Carlos (1903–1966), chilenischer Radrennfahrer

### Rocy
- Rocyan (* 2000), brasilianischer Fußballspieler

### Rocz
- Roczek, Paul (* 1947), österreichischer Violinist und Musikpädagoge
- Roczen, Anthony (* 1999), deutscher Fußballspieler
- Roczen, Ken (* 1994), deutscher Motorradrennfahrer